# Syria
Syria (tiếng Ả Rập: سورية, đã Latinh hoá: sūriyya hoặc tiếng Ả Rập: سوريا, đã Latinh hoá: sūryā), quốc hiệu là Cộng hoà Ả Rập Syria (tiếng Ả Rập: اَلْجُمْهُورِيَّةُ ٱلْعَرَبِيَّةُ ٱلْسُوْرِيَّة, đã Latinh hoá: al-Jumhūriyyah al-ʿArabiyyah as-Sūriyya) là một quốc gia ở Tây Á, giáp với Liban và Địa Trung Hải ở phía tây, Thổ Nhĩ Kỳ ở phía bắc, lraq ở phía đông, Jordan ở phía Nam, và Israel ở phía tây nam.
Cái tên Syria trước kia gồm toàn bộ vùng Levant, trong khi nhà nước hiện đại bao gồm địa điểm của nhiều vương quốc và đế chế cổ, gồm cả nền văn minh Ebla từ thiên niên kỷ thứ ba trước Công Nguyên. Trong thời kỳ Hồi giáo, thành phố thủ đô, Damascus, là nơi đóng đô của Đế chế Umayyad và là một thủ phủ tỉnh của Đế chế Mamluk. Damascus được nhiều người coi là một trong những thành phố có người cư trú liên tục cổ nhất thế giới.
Nước Syria hiện đại được thành lập như một vùng ủy trị của Pháp và giành được độc lập tháng 4 năm 1946, như một nhà nước cộng hòa nghị viện. Giai đoạn hậu độc lập khá bất ổn, và nhiều cuộc đảo chính quân sự và các âm mưu đảo chính đã làm rung chuyển đất nước trong giai đoạn 1949–1970. Syria đã ở dưới một Luật Khẩn cấp từ năm 1962, hoàn toàn ngừng mọi việc bảo vệ hiến pháp cho các công dân và hệ thống chính phủ của nó bị coi là phi dân chủ.
Syria nằm dưới sự lãnh đạo của Đảng Baath từ năm 1963, mặc dù quyền lực thực tế tập trung ở trong tay tổng thống và một nhóm nhỏ những quan chức quân sự và chính trị. Tổng thống hiện thời (nay đã bị lật đổ) của Syria là Bashar al-Assad, người đã giành thắng lợi trong một cuộc trưng cầu dân ý kéo dài thời gian làm tổng thống của ông thêm một nhiệm kỳ nữa, với 97.62% phiếu bầu năm 2007 và là con trai của Hafez al-Assad, người giữ chức vụ này từ năm 1970 cho tới khi ông chết năm 2000. Syria đã đóng một vai trò quan trọng trong khu vực, đặc biệt nhờ vị trí trung tâm của nó trong cuộc xung đột Ả Rập Israel, từ năm 1967 Israel đã chiếm Cao nguyên Golan của nước này, và bởi sự tham gia tích cực vào các công việc tại Liban và Palestine.
Dân số chủ yếu là tín đồ Hồi giáo Sunni, nhưng có số lượng các cộng đồng thiểu số Alawite, Shia, Thiên chúa giáo và Druze đáng kể. Từ thập niên 1960, các sĩ quan quân sự Alawite đã có ý định thống trị chính trị đất nước. Theo sắc tộc, khoảng 80% dân số là người Ả Rập, và nhà nước do Đảng Baath lãnh đạo theo các nguyên tắc quốc gia Ả Rập, trong khi xấp xỉ 20% thuộc các sắc tộc thiểu số Kurd, Armenia, Assyria, Turkmen, và Circassia.

## Tên gọi
Cái tên Syria xuất xứ từ tên Hy Lạp cổ đại gọi người Syria, Σύριοι Syrioi, mà người Hy Lạp đặt mà không có sự phân biệt với Người Assyria. Một số học giả hiện đại cho rằng từ Hy Lạp có nguồn gốc từ từ có họ hàng gần Ἀσσυρία, Assyria, có xuất xứ từ tiếng Akkad Aššur. Trong khi những người khác tin rằng nó xuất phát từ Siryon, cái tên mà người Sidonian đặt cho Núi Hermon.
Vùng được đặt tên này đã thay đổi theo thời gian. Thời cổ đại, Syria nằm ở cực phía đông của Biển Địa Trung Hải, giữa Ai Cập và Arabia ở phía nam và Cilicia ở phía bắc, kéo dài vào trong lục địa để bao gồm cả Mesopotamia, và có một biên giới không chắc chắn ở phía đông bắc mà Pliny the Elder miêu tả như gồm cả bên trong, từ tây sang đông, Commagene, Sophene, và Adiabene.
Tuy nhiên, tới thời Pliny, đại Syria này đã bị phân chia thành một số tỉnh thuộc Đế chế La Mã (nhưng về chính trị độc lập lẫn nhau): Judaea, sau này được đổi tên lại là Palaestina năm 135 (vùng tương đương với Israel, Jordan, và các lãnh thổ Palestine hiện đại) ở cực tây nam, Phoenicia tương đương với Liban, với Damascena ở phía bên trong Phoenicia, Coele-Syria (hay "Syria Thần thánh") phía nam sông Eleutheris, và Mesopotamia.
Báo đài tiếng Việt thường phiên âm là "Xy-ri" theo âm của tên tiếng Pháp là Syrie. Tuy vậy khi viết không theo phiên âm thì nước này lại được viết phổ biến theo tên tiếng Anh là Syria, nên cách phiên âm "Xy-ri-a" theo âm tiếng Anh cũng hay được sử dụng.

## Lịch sử

### Văn minh Ebla
Quanh thành phố khảo cổ Ebla gần thành phố Idlib ở phía bắc Syria, được phát hiện năm 1975, một đế chế Semitic trải dài từ Biển Đỏ ở phía nam tới Thổ Nhĩ Kỳ ở phía bắc và tới Mesopotamia ở phía đông, tồn tại từ năm 2500 tới năm 2400 trước Công Nguyên. Ebla có vẻ đã được thành lập từ khoảng năm 3000 trước Công Nguyên, và dần xây dựng đế chế của nó thông qua thương mại với các thành phố của người Sumer và Akkad, cũng như với các dân tộc ở phía tây bắc. Những món quà từ các Pharaoh, được tìm thấy trong các cuộc khai quật, xác nhận mối quan hệ của Ebla với Ai Cập. Các học giả tin rằng ngôn ngữ của Ebla thuộc trong những ngôn ngữ Semitic viết cổ nhất đã được biết, được gọi là Paleo-Canaanite.
Tuy nhiên, những xếp hạng gần đây hơn của ngôn ngữ Eblaite đã cho thấy rằng nó là một ngôn ngữ đông Semitic, liên quan chặt chẽ với ngôn ngữ Akkad. Văn minh Ebla dường như đã bị Sargon của Akkad chinh phục khoảng năm 2260 trước Công Nguyên; thành phố được tái lập, như nhà nước của người Amorites, vài thế kỷ sau, và phát triển thịnh vượng ở đầu thiên niên kỷ thứ hai trước Công nguyên cho tới khi bị người Hittites chinh phục.

### Thời cổ đại và đầu thời kỳ Thiên Chúa giáo

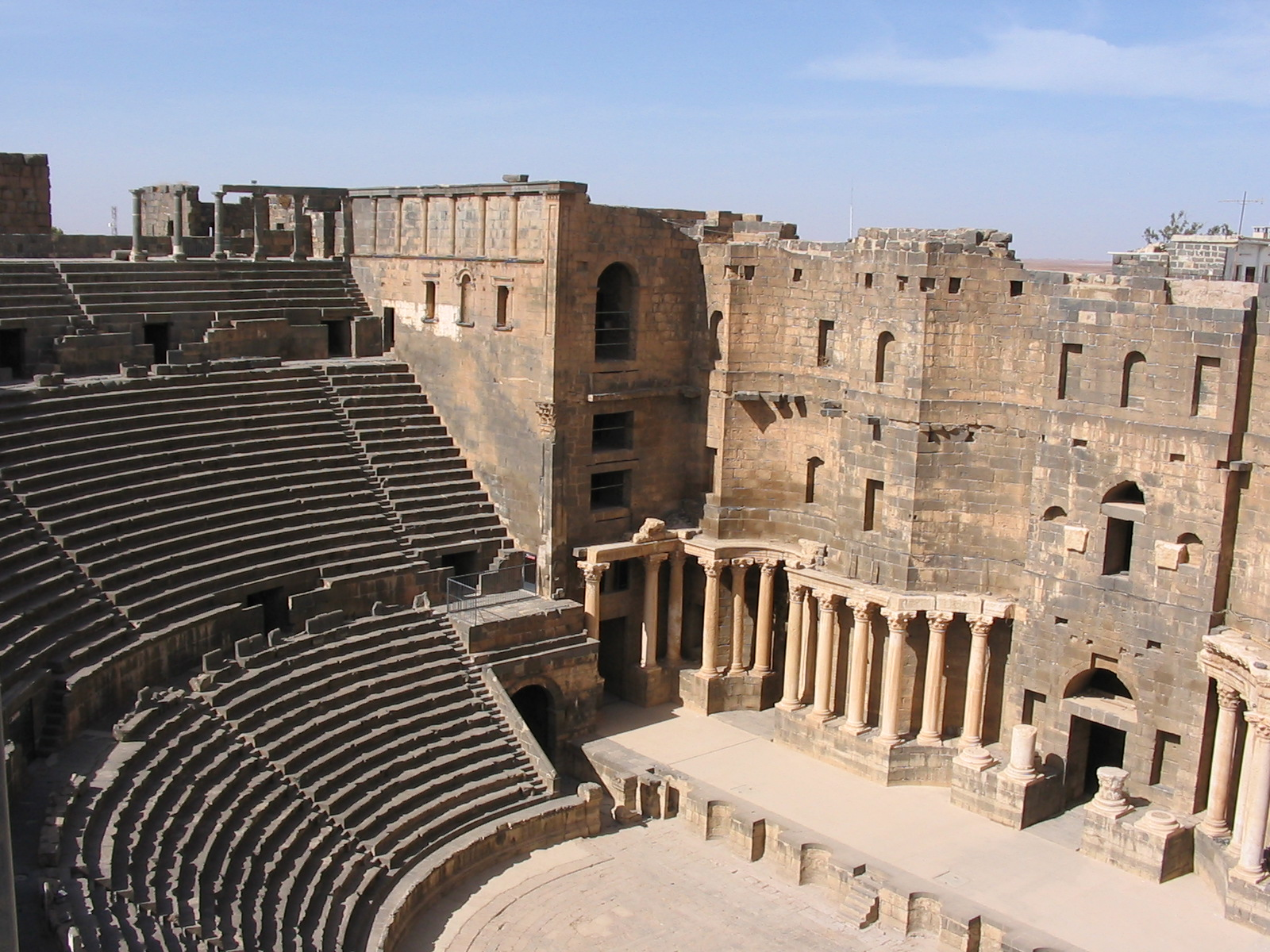
Nhà hát La Mã tại Bosra.

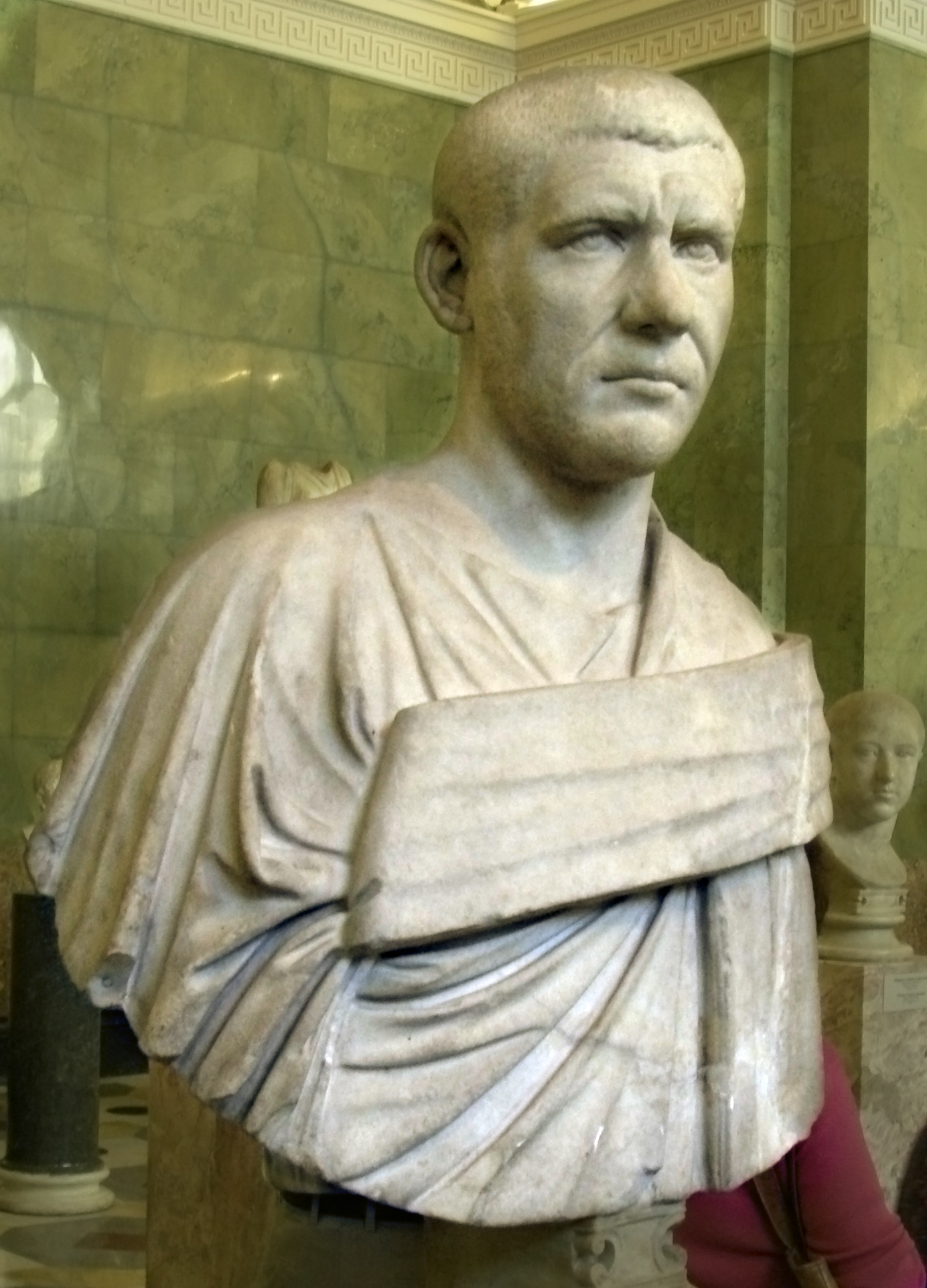
Philippus Ả Rập, Hoàng đế La Mã

Trong thiên niên kỷ thứ hai trước Công nguyên, Syria bị chiếm đóng liên tục bởi người Canaan, Phoenicia, và Arameans như một phần của sự tan vỡ và trao đổi chung liên quan tới Người Biển. Người Phoenicia định cư dọc theo bờ biển Palestine, cũng như ở phía tây (Liban), đã nổi tiếng về những cây tuyết tùng tháp của họ. Người Ai Cập, Sumeria, Assyria, Babylon và người Hittites đã nhiều lần chiếm vùng đất Syria chiến lược trong giai đoạn này; vùng đất giữa nhiều đế chế của họ là đầm lầy.
Cuối cùng, người Ba Tư chiếm Syria như một phần quyền bá chủ Tây Nam Á của họ; sự thống trị này được trao lại cho người Macedonia cổ đại sau những cuộc chinh phục của Alexander Đại đế và Đế chế Seleucid. Thủ đô của Đế chế này (được thành lập năm 312 trước Công nguyên) nằm tại Antioch, Antakya hiện nay bên trong biên giới Thổ Nhĩ Kỳ. Nhưng Đế chế Seleucid về cơ bản chỉ là một giai đoạn suy tàn kéo dài và chậm chạp, và Pompey Đại đế chiếm Antioch năm 64 trước Công nguyên, biến Syria trở thành một tỉnh của La Mã. Vì thế quyền kiểm soát vùng này được trao cho người La Mã và sau đó là người Byzantine.
Trong thời kỳ Đế chế La Mã, thành phố Antioch là thành phố lớn thứ ba của đế chế sau Roma và Alexandria. Với dân số ước tính ở đỉnh điểm là 500,000 người, Antioch là một trong những trung tâm lớn của thương mại và công nghiệp của thế giới cổ đại. Dân số Syria ở thời kỳ hoàng kim của đế chế có lẽ không bị vượt quá cho tới tận thế kỷ XIX. Dân số đông đúc và giàu có của Syria khiến nó trở thành một trong những tỉnh quan trọng nhất của La Mã, đặc biệt trong các thế kỷ thứ II và thứ III (Công nguyên).
Hoàng đế La Mã Alexander Severus, cầm quyền từ năm 222 đến năm 235, là người Syria. Anh/em họ của ông Elagabalus, là hoàng đế từ năm 218 tới năm 222, cũng là người Syria và gia đình ông có quyền cha truyền con nối với chức thầy tế cao cấp của thần mặt trời El-Gabal tại Emesa (Homs hiện đại) ở Syria. Một hoàng đế La Mã khác cũng là người Syria là Marcus Julius Philippus, hoàng đế từ năm 244 tới năm 249.
Syria quan trọng trong lịch sử Thiên chúa giáo; Saul của Tarsus đã được cải đạo trên đường tới Damascus, sau đó được gọi là Thánh tông đồ Paul, và đã thành lập Nhà thờ Thiên chúa giáo có tổ chức đầu tiên tại Antioch ở Syria cổ đại, từ đó ông đã để lại dấu ấn trong nhiều chuyến đi truyền giáo.(Acts 9:1-43)

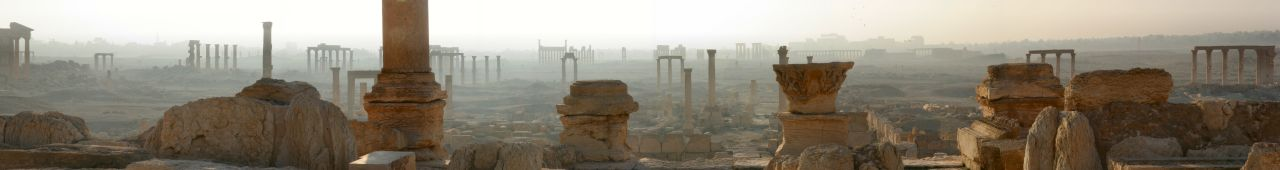
Thành phố sa mạc nổi tiếng Palmyra, các tàn tích của nó hiện là một Địa điểm Di sản Thế giới của Liên hiệp quốc, đã từng phát triển tại sa mạc Syria ở thế kỷ thứ I và thứ II (Công Nguyên).

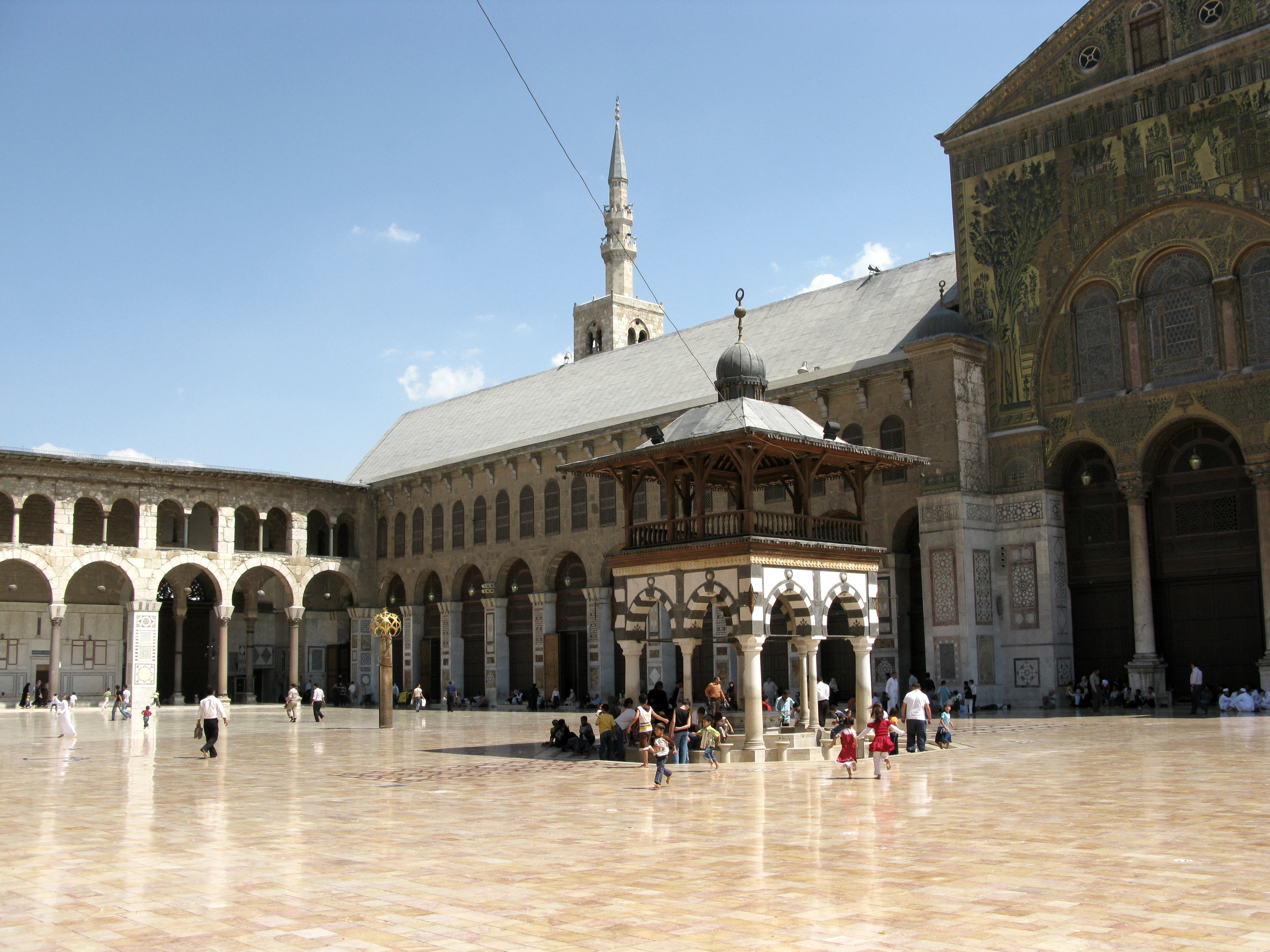
Sân Thánh đường Umayyad, Damascus.

### Thời kỳ Hồi giáo
Tới năm 640 Công Nguyên, Syria đã bị quân đội Rashidun dưới sự lãnh đạo của Khaled ibn al-Walid chinh phục, dẫn tới việc vùng này trở thành một phần của đế chế Hồi giáo. Ở giữa thế kỷ thứ VII, triều đại Umayyad, khi ấy là những người cai trị đế chế, đặt thủ đô đế chế tại Damascus. Syria được chia thành bốn quận: Damascus, Hims, Palestine và Jordan. Đế chế Hồi giáo trải dài từ Tây Ban Nha và Maroc tới Ấn Độ và nhiều phần của Trung Á, vì thế Syria thịnh vượng về kinh tế, là thủ đô của đế chế. Những nhà cai trị triều Ummayad đầu tiên như Abd al-Malik và al-Walid đã xây dựng nhiều cung điện lộng lẫy và các thánh đường Hồi giáo trên khắp Syria, đặc biệt tại Damascus, Aleppo và Homs. Có sự khoan dung lớn với tín đồ Thiên chúa giáo trong thời kỳ này và nhiều người giữ các chính vụ trong chính phủ. Quyền lực của quốc gia suy giảm nhiều sau thời cai trị của nhà Ummayad; chủ yếu bởi sự chuyên chế và tham nhũng lan tràn khắp giới lãnh đạo đế chế, sự xung đột giữa các nhân viên, và những cuộc cách mạng nối tiếp nhau của những nhóm nghèo khổ và bị đàn áp. Khi một trong những thủ lĩnh Ummayad trả lời một câu hỏi về các lý do dẫn tới sự suy tàn của đế chế của ông: "Thay vì thăm những nơi cần thăm, chúng tôi lại quan tâm nhiều hơn tới khoái lạc và sự vui thú của cuộc sống; chúng tôi đàn áp nhân dân của chúng tôi cho tới khi họ đầu hàng và tìm cách giải thoát khỏi chúng tôi, [...] chúng tôi tin tưởng những vị quan chỉ lo cho quyền lợi của riêng mình và tìm cách che giấu các bí mật khỏi triều đình, và chúng tôi không vội vàng trao thưởng cho các chiến sĩ của chúng tôi khiến chúng tôi mất sự tuân thủ của họ cho kẻ thù của mình." Triều đại Ummayad sau đó bị triều đại Abbasid lật đổ năm 750, họ dời thủ đô của đế chế tới Baghdad. Tiếng Ả Rập — trở thành ngôn ngữ chính thức dưới thời cai trị của Ummayad — trở thành ngôn ngữ ưu thế, thay thế tiếng Hy Lạp và Aramaic trong thời Abbasid. Năm 887, người Tulunid tại Ai Cập sáp nhập Syria từ tay nhà Abbasid, và sau đó bị thay thế bởi triều đại Hamdanid có nguồn gốc ở Aleppo do Sayf al-Daula sáng lập.
Những đoạn bờ biển của Syria trong một thời gian ngắn nằm trong tay các lãnh chúa Frankish trong thời Thập tự chinh ở thế kỷ XII, và được gọi là nhà nước Thập tự chinh của Công quốc Antioch. Vùng này cũng bị đe doạ bởi những kẻ cực đoan Shi'a được gọi là Những kẻ giết người (Hashshashin). Năm 1260, người Mông Cổ tới nơi, dưới sự lãnh đạo của Hulegu với một đội quân 100.000 người, phá huỷ các thành phố và các công trình thủy lợi. Aleppo sụp đổ tháng 1 năm 1260, và Damascus vào tháng 3, nhưng sau đó Hulegu phải ngừng cuộc tấn công để quay về Trung Quốc giải quyết cuộc tranh cãi kế vị. Quyền chỉ huy của đội quân Mông Cổ ở lại thuộc Kitbugha, một người Mông Cổ theo Thiên chúa giáo. Vài tháng sau, người Mamluk tới nơi với một đội quân từ Ai Cập, và đã đánh bại quân Mông Cổ trong trận Ayn Jalut, ở Galilee. Nhà lãnh đạo Mamluk, Baybars, lập các thủ đô của mình tại Cairo và Damascus, được kết nối bằng một con đường thư tín sử dụng cả ngựa và bồ câu đưa thư. Khi Baybars chết, người kế vị ông bị lật đổ, và quyền lực rơi vào tay một người Thổ tên là Qalawun. Cùng lúc ấy, một tiểu vương Ả Rập là Sunqur al-Ashqar đã tìm cách tuyên bố mình là vua cai trị Damascus, nhưng ông bị Qalawun đánh bại ngày 21 tháng 6 năm 1280, và bỏ chạy tới miền bắc Syria. Al-Ashqar, người đã cưới một phụ nữ Mông Cổ, kêu gọi sự giúp đỡ từ những người Mông Cổ, và vào năm 1281, họ tới nơi với một đội quân 50.000 người Mông Cổ và 30.000 người Armenia, Gruzia, và Thổ Nhĩ Kỳ, cùng với lực lượng phiến loạn của Al-Ashqar. Người Mông Cổ của Ilkhanate chiếm thành phố, nhưng Qalawun tới nơi với một lực lượng Mamluk, thuyết phục Al-Ashqar thay đổi ý định và gia nhập cùng ông ta, và họ chiến đấu chống lại người Mông Cổ ngày 29 tháng 10 năm 1281, trong Trận Homs thứ hai, một trận cận chiến dẫn tới cái chết của đa số chiến binh, nhưng cuối cùng chiến thắng thuộc về người Mamluk.
Năm 1400, Timur Lenk, hay Tamerlane, xâm lược Syria, cướp phá Aleppo và chiếm Damascus sau khi đánh bại quân đội Mamluk. Người dân thành phố bị thảm sát, ngoại trừ các thợ thủ công, những người bị trục xuất tới Samarkand. Chính trong những cuộc chinh phục của Timur mà dân số Thiên chúa giáo bản xứ tại Syria bắt đầu phải chịu sự đàn áp lớn hơn.
Tới cuối thế kỷ XV, sự khám phá ra con đường biển từ châu Âu tới Viễn Đông đã chấm dứt nhu cầu về một con đường thương mại trên đất liền qua Syria. Bị người Mông Cổ phá huỷ, Syria dễ dàng bị hấp thu vào trong Đế chế Ottoman từ thế kỷ XVI tới thế kỷ XX, và tự thấy mình hầu như tách biệt và bị lãng quên bởi các sự kiện thế giới. xem thêm Syria Ottoman

### Thời kỳ Ottoman

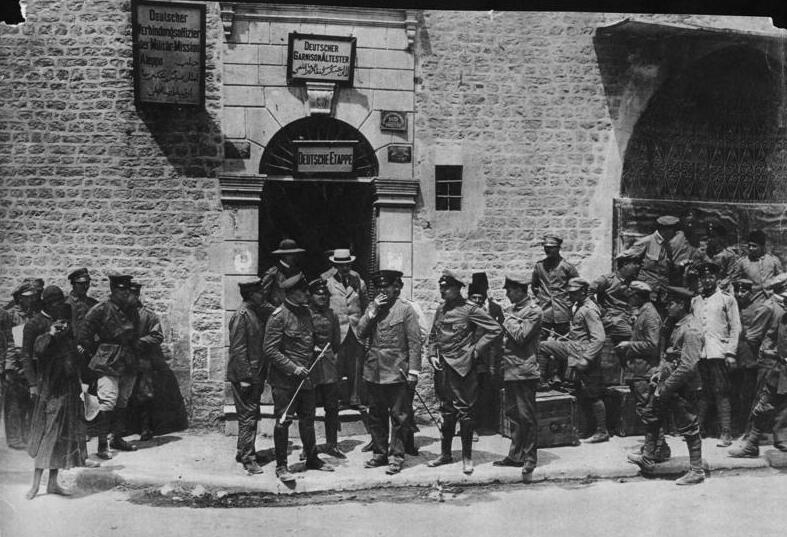
Quân đội Đức tại Aleppo, mùa hè năm 1917

Vì Đế chế Ottoman chiến đấu bên cạnh Đức trong Thế Chiến I, những kế hoạch của các cường quốc Đồng minh nhằm làm tan rã lãnh thổ to lớn của Ottoman khi ấy đã có thể thực hiện. Hai nhà ngoại giao của Đồng minh (François Georges-Picot người Pháp và Mark Sykes người Anh) bí mật đồng thuận, từ lâu trước cuộc chiến, cách phân chia Đế chế Ottoman thành nhiều vùng ảnh hưởng. Thoả thuận Sykes-Picot năm 1916 đặt ra số phận của Tây Nam Á hiện đại trong thế kỷ tiếp sau; trao cho Pháp vùng phía bắc (Syria, với sau này là Liban), và Anh Quốc phía nam (Jordan, Iraq và sau này, sau những cuộc tái đàm phán năm 1917, Palestine - 'để đảm bảo việc vận chuyển quân hàng ngày từ Haifa tới Baghdad' - thoả thuận n° 7). Hai lãnh thổ chỉ bị chia cắt bởi một dải biên giới hẹp từ Jordan tới Iran. Nhưng những khám phá đầu tiên về dầu mỏ trong vùng Mosul chỉ ngay trước khi cuộc chiến chấm dứt dẫn tới một cuộc đàm phán khác với người Pháp năm 1918 để nhượng vùng này vào 'Khu vực B', hay vùng ảnh hưởng của Anh. Các biên giới giữa 'Vùng A' và 'Vùng B' đã không thay đổi từ năm 1918 cho đến nay. Từ năm 1920, hai bên đã được công nhận quốc tế theo uỷ quyền của Hội quốc liên bởi hai quốc gia thống trị; Pháp và Anh.

### Ủy trị Pháp

Các nhà nước uỷ trị Pháp.

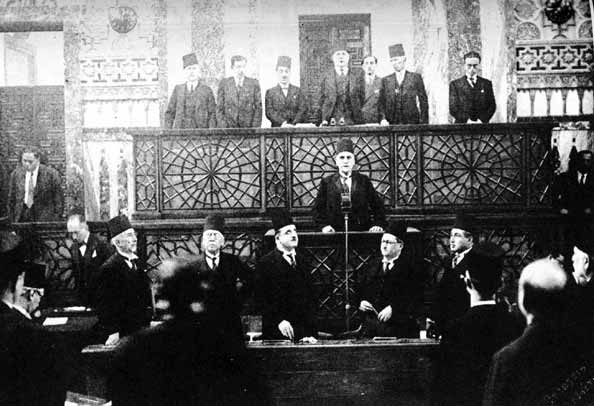
Lễ tuyên thệ nhậm chức của Tổng thống Hashim al-Atassi năm 1936

Năm 1920, một Vương quốc Ả Rập Syria độc lập được thành lập dưới sự cai trị của Faisal I thuộc gia đình Hashemite, người sau này trở thành Vua Iraq. Tuy nhiên, quyền cai trị của ông với Syria đã chấm dứt chỉ sau vài tháng, sau cuộc xung đột giữa các lực lượng Ả Rập Syria của ông và những lực lượng chính quy của Pháp tại Trận Maysalun. Quân đội Pháp chiếm Syria cuối năm đó sau khi hội nghị San Remo đề xuất rằng Hội quốc liên đặt Syria dưới sự uỷ trị Pháp. Năm 1925 Sultan Pasha al-Atrash lãnh đạo một cuộc nổi dậy bùng phát tại vùng núi Druze và lan ra toàn thể Syria cùng nhiều vùng của Liban. Đây được coi là một trong những cuộc cách mạng quan trọng nhất chống lại sự uỷ trị Pháp, bởi nó bao gồm toàn bộ Syria và đã diễn ra những trận đánh kinh hoàng giữa quân nổi dậy và quân Pháp.[2]
Ngày 23 tháng 8 năm 1925 Quốc vương Pasha al-Atrash chính thức tuyên bố cách mạng chống lại người Pháp và chiến tranh nhanh chóng nổ ra tại Damascus, Homs và Hama. Al-Atrash đã giành nhiều trận thắng trước quân Pháp ở thời điểm đầu cuộc cách mạng, đáng chú ý là Trận Al-Kabir ngày 21 tháng 7 năm 1925, Trận Al-Mazra'a ngày 2 tháng 8 năm 1925, và sau đó là các trận đánh Salkhad, Almsifarh và Suwayda. Sau những thắng lợi của phe nổi dậy trước quân Pháp, Pháp đã gửi hàng nghìn quân tới Syria và Liban từ Maroc và Sénégal, được trang bị vũ khí hiện đại, so với số lượng quân nhu hạn chế của phe nổi dậy. Việc này đã làm xoay chuyển cơ bản kết quả và cho phép người Pháp giành lại nhiều thành phố, dù sự kháng cự chỉ chấm dứt vào mùa thu năm 1927. Người Pháp kết án tử hình Quốc vương al-Atrash, nhưng ông đã trốn thoát với một số quân nổi dậy tới Transjordan và sau đó được ân xá. Ông quay lại Syria năm 1937 sau khi ký kết Hiệp ước Syria Pháp và được nhân dân đón chào nồng nhiệt.
Syria và Pháp đã đàm phán một hiệp ước độc lập tháng 9 năm 1936, và Hashim al-Atassi, người là Thủ tướng trong thời gian cai trị ngắn ngủi của Vua Faisal, là tổng thống đầu tiên được bầu theo một hiến pháp mới, lần đầu tiên là hiện thân của nhà nước cộng hoà Syria hiện đại. Tuy nhiên, hiệp ước không bao giờ có hiệu lực bởi Quốc hội Pháp từ chối phê chuẩn nó. Với sự sụp đổ của nhà nước Pháp năm 1940 trong Thế Chiến II, Syria nằm dưới sự kiểm soát của Chính phủ Vichy cho tới khi Anh Quốc và Pháp Tự do chiếm nước này tháng 7 năm 1941. Syria một lần nữa tuyên bố độc lập năm 1941 nhưng mãi tới ngày 1 tháng 1 năm 1944 họ mới được công nhận là một nước cộng hoà độc lập. Áp lực tiếp tục từ các nhóm quốc gia Syria và của Anh buộc người Pháp phải rút quân tháng 4 năm 1946, trao lại nước này vào tay chính phủ cộng hoà đã được thành lập trong thời uỷ trị.

### Bất ổn và quan hệ nước ngoài: độc lập tới năm 1967
Dù có sự phát triển kinh tế nhanh chóng sau khi tuyên bố độc lập, chính trị Syria từ khi độc lập tới cuối thập niên 1960 được ghi dấu bởi sự thay đổi. Từ năm 1946 tới năm 1956, Syria có 20 nội các khác nhau và soạn thảo bốn bản hiến pháp khác nhau. Năm 1948, Syria tham gia vào Chiến tranh Ả Rập-Israel, liên kết cùng các quốc gia Ả Rập trong khu vực tìm cách ngăn chặn sự thành lập nhà nước Israel. Quân đội Syria bị đẩy lùi khỏi hầu hết lãnh thổ Israel, nhưng đã thiết lập được các căn cứ tại Cao nguyên Golan và tìm cách giữ các biên giới cũ và một số lãnh thổ mới (chúng được chuyển đổi thành "cái gọi là" các khu vực phi quân sự dưới sự giám sát của Liên hiệp quốc, nhưng sau đó dần mất vào tay Israel trong những năm giữa các cuộc chiến; vị thế của các lãnh thổ này đã trở thành một cản trở cho các cuộc đàm phán Syria-Israel).

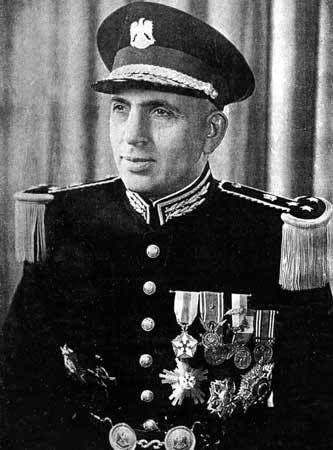
Tổng thống Adib Shishakli

Thất bại nhục nhã của quân đội là một trong những yếu tố dẫn tới việc Thiếu tá Husni al-Za'im lên nắm quyền lực năm 1949, trong cái từng được miêu tả như vụ đảo chính quân sự đầu tiên của thế giới Ả Rập. từ khi Thế Chiến II bắt đầu. Việc này nhanh chóng được tiếp nối bằng một vụ đảo chính mới, bởi Thiếu tá Sami al-Hinnawi, người sau đó nhanh chóng bị Thiếu tá Adib Shishakli hạ bệ, tất cả đều diễn ra trong cùng một năm. Sau khi thực hiện ảnh hưởng phía sau hậu trường ở một số thời điểm, lập vai trò thống trị trong nghị viện đã tan rã, Shishakli tung ra một cuộc đảo chính thứ hai năm 1951, mở rộng vai trò của mình và cuối cùng xoá bỏ cả nghị viện và hệ thống đa đảng phái. Chỉ khi chính tổng thống Shishakli bị lật đổ trong một cuộc đảo chính năm 1954, hệ thống nghị viện mới được tái lập, nhưng hoàn toàn suy yếu vì những trò vận động chính trị được ủng hộ bởi các phe nhóm đang cạnh tranh lẫn nhau trong giới quân sự. Tới thời điểm đó, chính trị dân sự đã phần lớn không còn ý nghĩa, và quyền lực dần tập trung vào phái quân sự và an ninh, khi ấy đã chứng tỏ mình là lực lượng duy nhất có khả năng nắm và - có lẽ - giữ quyền lực. Các định chế nghị viện vẫn còn yếu kém và không hiệu quả, bị thống trị bởi những cuộc tranh giành đảng phái đại diện cho giới chủ đất và nhiều quý tộc Sunni đô thị, trong khi kinh tế và chính trị bị quản lý kém, và ít điều được thực hiện để tăng cường vai trò của tầng lớp nông dân Syria đa số. Điều này, cũng như ảnh hưởng của chủ nghĩa Nasser và các tư tưởng chống thực dân khác, đã tạo ra mảnh đất màu mỡ cho nhiều phong trào quốc gia Ả Rập, chủ nghĩa quốc gia Syria và xã hội chủ nghĩa, những người đại diện cho các phái bất mãn trong xã hội, đáng kể nhất gồm cả các nhóm thiểu số tôn giáo và những người yêu cầu cải cách cấp tiến.
Trong cuộc khủng hoảng kênh Suez năm 1956, sau khi quân đội Israel xâm lược Bán đảo Sinai, và sự can thiệp của quân đội Anh và Pháp, thiết quân luật được ban bố tại Syria. Những cuộc tấn công tháng 11 năm 1956 vào các đường ống dẫn dầu của Iraq để trả đũa việc Iraq chấp nhận tham gia Hiệp ước Baghdad. Đầu năm 1957 Iraq đề nghị Ai Cập và Syria phản đối một sự tiếp quản Jordan.
Tháng 11 năm 1956 Syria ký một hiệp ước với Liên Xô, cung cấp một cứ điểm cho Chủ nghĩa cộng sản tạo lập ảnh hưởng bên trong chính phủ để đổi lấy các máy bay, xe tăng và các trang thiết bị quân sự khác. Sự gia tăng sức mạnh kỹ thuật quân sự này của Syria đã làm Thổ Nhĩ Kỳ lo ngại, bởi dường như có nguy cơ đáng sợ rằng Syria sẽ chiếm lại Iskenderun, một vấn đề gây tranh cãi giữa Syria và Thổ Nhĩ Kỳ. Mặt khác, Syria và Liên bang Xô viết buộc tội Thổ Nhĩ Kỳ tập trung quân đội tại biên giới Syria. Trong sự căng thẳng này, những người cộng sản đã giành thêm được quyền quản lý với chính phủ và quân đội Syria. Chỉ những cuộc tranh luận đang nóng lên ở Liên hiệp quốc (nơi Syria là một thành viên từ đầu) mới làm giảm nhẹ mối đe doạ chiến tranh.
Sự bất ổn chính trị của Syria trong những năm sau cuộc đảo chính năm 1954, sự tương đồng trong các chính sách của Syria và Ai Cập, và lời kêu gọi của Tổng thống Ai Cập Gamal Abdal Nasser về vai trò lãnh đạo của nước này trong bối cảnh vụ khủng hoảng kênh Suez đã tạo ra sự ủng hộ tại Syria về một liên minh với Ai Cập. Ngày 1 tháng 2 năm 1958, Tổng thống Syria Shukri al-Quwatli và Nasser thông báo sự sáp nhập hai quốc gia, lập ra Cộng hoà Ả Rập Thống nhất, và toàn bộ các đảng chính trị Syria, cũng như những người Cộng sản bên trong đó, ngừng công khai các hoạt động.
Tuy nhiên, liên minh này không mang lại thành công. Sau một cuộc đảo chính quân sự ngày 28 tháng 9 năm 1961, Syria rút lui, tái lập mình thành nhà nước Cộng hoà Ả Rập Syria. Sự bất ổn tiếp tục diễn ra trong 18 tháng sau đó, với nhiều cuộc đảo chính với đỉnh điểm vào ngày 8 tháng 3 năm 1963, với sự thành lập Hội đồng Quốc gia Bộ chỉ huy Cách mạng của những sĩ quan quân đội Syria theo cánh tả (NCRC), một nhóm các quan chức quân sự và dân sự nắm mọi quyền hành pháp và lập pháp. Vụ chiếm quyền được các thành viên của Đảng Phục hồi Xã hội chủ nghĩa Ả Rập (Đảng Baath) sắp đặt, đảng này đã hoạt động tích cực tại Syria và các quốc gia Ả Rập khác từ cuối những năm 1940. Nội các mới có đa số là các thành viên đảng Baath.
Vụ đảng Baath chiếm quyền ở Syria sau một vụ đảo chính của đảng Baath tại Iraq vào tháng trước đó. Chính phủ mới của Syria nghiên cứu khả năng lập liên minh với Ai Cập và với nước Iraq cũng đang nằm dưới sự quản lý của đảng Baath. Một thoả thuận được ký kết tại Cairo ngày 17 tháng 4 năm 1963, về một cuộc trưng cầu dân ý về hợp nhất sẽ được tổ chức vào tháng 9 năm 1963. Tuy nhiên, những bất đồng nghiêm trong giữa các bên nhanh chóng xuất hiện, và liên bang ba bên đã không thể hình thành. Sau đó, chính phủ đảng Baath tại Syria và Iraq bắt đầu đàm phán việc thành lập liên minh hai nước. Những kế hoạch này sụp đổ tháng 11 năm 1963, khi chính phủ Baath tại Iraq bị lật đổ. Tháng 5 năm 1964, Tổng thống Amin Hafiz thuộc NCRC ban hành một hiến pháp lâm thời tạo lập một Hội đồng Cách mạng Quốc gia (NCR), một cơ quan lập pháp theo chỉ định gồm các đại biểu đại diện cho các tổ chức lớn - công nhân, nông dân, và các liên đoàn chuyên nghiệp - một hội đồng tổng thống, với quyền hành pháp, và một nội các. Ngày 23 tháng 2 năm 1966, một nhóm sĩ quan quân đội tiến hành một cuộc đảo chính nội bộ thành công, bỏ tù Tổng thống Hafiz, giải tán nội các và NCR, bãi bỏ hiến pháp lâm thời, và tạo lập một chính phủ Baath địa phương và dân sự ngày 1 tháng 3. Các lãnh đạo cuộc đảo chính miêu tả nó như là một "cuộc chỉnh lý" các nguyên tắc của đảng Baath.

### Chiến tranh sáu ngày và hậu quả
Khi Nasser đóng cửa Vịnh Aqaba với các con tàu đi về Eilat, chính phủ Baath ủng hộ vị lãnh đạo Ai Cập, các đội quân tập trung tại Cao nguyên Golan chiến lược để phòng vệ chống lại những cuộc bắn pháo của Israel vào Syria. Theo văn phòng Liên hiệp quốc tại Jerusalem từ năm 1955 tới năm 1967, 65 trong 69 vụ bùng phát căng thẳng biên giới giữa Syria và Israel do người Israel gây ra. Tờ New York Times thông báo năm 1997 rằng "Moshe Dayan, vị chỉ huy được ca tụng, người là Bộ trưởng Quốc phòng năm 1967, đã ra lệnh chinh phục Golan...[said] nhiều vụ bắn nhau với người Syria là do phía Israel cố tình gây ra, và những người dân định cư tạo áp lực đòi chính phủ chiếm Cao nguyên Golan ít quan tâm tới an ninh hơn nhiều so với đất đai của họ." Tháng 5 năm 1967, Hafez al-Assad, khi ấy là Bộ trưởng Quốc phòng Syria tuyên bố: "Các lực lượng của chúng tôi hiện hoàn toàn sẵn sàng không chỉ cho việc đẩy lùi sự thù địch, mà còn thực hiện hành động giải phóng, và đạp tan sự hiện diện của người Do Thái trên quê hương Ả Rập. Quân đội Syria, với những ngón tay đã đặt trên cò súng, đang thống nhất... Tôi, với tư cách một quân nhân, tin rằng thời điểm đã tới để bước vào một trận đánh của sự huỷ diệt." Sau khi Israel tung ra cuộc tấn công trước vào Ai Cập để bắt đầu cuộc chiến tranh tháng 6 năm 1967, Syria cũng tham chiến chống lại Israel. Trong những ngày cuối cùng của cuộc chiến, sau khi đã chiếm Bán đảo Sinai và Dải Gaza từ Ai Cập, cũng như Bờ Tây và đông Jerusalem từ Jordan, Israel quay sự chú ý sang Syria, chiếm toàn bộ Cao nguyên Golan trong chưa tới 48 giờ.
Xung đột đã phát triển giữ một cánh quân sự cực đoan và một nhánh dân sự ôn hoà hơn của Đảng Baath. Cuộc rút lui năm 1970 của các lực lượng Syria được gửi tới để giúp đỡ PLO trong những hành động thù địch "tháng 9 Đen" với Jordan phản ánh sự bất đồng chính trị này bên trong giới lãnh đạo Đảng Baath cầm quyền. Tới ngày 13 tháng 11 năm 1970, Bộ trưởng Quốc phòng Hafez al-Assad được nhất trí đưa lên làm nhân vật chủ chốt của chính phủ, khi ông thực hiện một cuộc đảo chính quân sự không đổ máu ("Phong trào Chỉnh đốn").

### Đảng Baath cầm quyền dưới thời Hafez al-Assad, 1970–2000

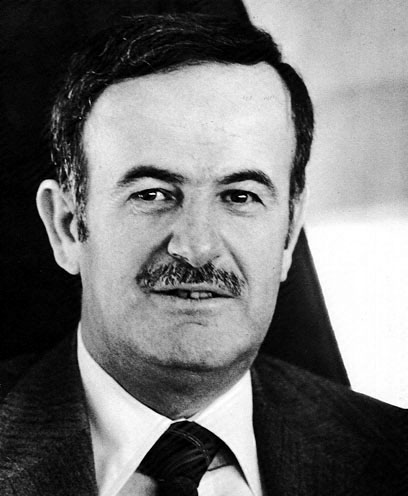
Hafez al-Assad, cựu tổng thống Syria.

Ngay khi nắm quyền lực, Hafez al-Assad nhanh chóng hành động để thành lập một cơ cấu tổ chức cho chính phủ của ông và củng cố quyền lực. Bộ chỉ huy Địa phương Lâm thời của Đảng Baath Xã hội chủ nghĩa của Assad chỉ định một cơ quan lập pháp gồm 173 thành viên, Hội đồng Nhân dân, trong đó Đảng Baath chiếm 87 ghế. Số ghế còn lại được chia cho "các tổ chức nhân dân" và các đảng nhỏ khác. Tháng 3 năm 1971, đảng tổ chức các đại hội địa phương và bầu một Bộ chỉ huy Địa phương mới gồm 21 thành viên do Assad đứng đầu. Cũng trong tháng đó, một cuộc trưng cầu dân ý được tổ chức để xác nhận vị trí Tổng thống của Assad trong một nhiệm kỳ 7 năm. Tháng 3 năm 1972, để mở rộng nền tảng của chính phủ, Assad thành lập Mặt Trận Tiến bộ Quốc gia, một liên minh các đảng do Đảng Baath lãnh đạo, và cuộc bầu cử được tổ chức để thành lập các hội đồng địa phương tại mỗi trong 14 vùng thủ hiến của Syria. Tháng 3 năm 1973, một hiến pháp mới của Syria bắt đầu có hiệu lực và ngay sau đó là cuộc bầu cử nghị viện cho Hội đồng Nhân dân, cuộc bầu cử đầu tiên như vậy từ năm 1962. Hiến pháp 1973 ban cho Tổng thống Assad quyền lực gần như tuyệt đối. Thủ tướng và nội các do Tổng thống chỉ định mà không cần bất kỳ sự phê chuẩn nào. Bất kỳ ai muốn thành đạt trên con đường hoạn lộ đều phải thông qua Đảng và phải thể hiện lòng trung thành tuyệt đối với Đảng và Assad. Những công việc béo bơtrong chính quyến thường được trao cho thành viên trong gia đình Tổng thống hoặc cho người trong nhóm thiểu số Alawite hay đồng hương với Tổng thống Assad.
Ngày 6 tháng 10 năm 1973, Syria và Ai Cập khởi động cuộc Chiến tranh Yom Kippur bằng cách tung ra một cuộc tấn công đầy bất ngờ vào các lực lượng Israel đang chiếm đóng Cao nguyên Golan của Syria và Bán đảo Sinai của Ai Cập. Sau thắng lợi ban đầu, quân đội Israel đã lấy lại những gì đã mất, đẩy quân đội Syria ra khỏi Golan và tiến vào trong lãnh thổ Syria vượt qua biên giới năm 1967. Như một hậu quả, Israel tiếp tục chiếm đóng Cao nguyên Golan như một phần của các lãnh thổ do Israel chiếm đóng.
Đầu năm 1976, nội chiến Liban trở nên bất lợi cho người Thiên chúa giáo Maronite. Syria gửi 40,000 quân vào nước này để giúp họ khỏi bị đánh bại, nhưng nhanh chóng bị lôi kéo vào cuộc nội chiến Liban, bắt đầu 30 năm Syria chiếm đóng Liban. Nhiều tội ác tại Liban gắn liền với các lực lượng và các nhân viên tình báo Syria (trong số đó, các vụ ám sát Kamal Jumblat và Bachir Gemayel thường được cho là có liên quan tới Syria hay các nhóm được Syria hậu thuẫn). Trong 15 năm sau đó của cuộc nội chiến, Syria chiến đấu vì cả sự kiểm soát với Liban, và như một nỗ lực nhằm làm suy yếu Israel ở miền nam Liban, thông qua việc sử dụng trên diện rộng các đồng minh Liban làm các chiến binh uỷ nhiệm. Nhiều người coi sự hiện diện của quân đội Syria tại Liban như là một sự chiếm đóng, đặc biệt sau khi cuộc nội chiến kết thúc năm 1990, sau Thoả thuận Taif được Syria tài trợ. Syria sau đó vẫn ở lại Liban cho tới năm 2005, thực hiện một sự ảnh hưởng rất mạnh với chính trị Liban, khiến rất nhiều người phẫn nộ.
Khoảng một triệu công nhân Syria đã tới LIban sau khi cuộc chiến chấm dứt để tìm việc làm trong công cuộc tái thiết nước này. Các công nhân Syria được ưa chuộng hơn người Palestine và các công nhân Liban bởi họ có thể nhận lương thấp hơn, nhưng một số người đã phàn nàn rằng việc chính phủ Syria khuyến khích các công dân của mình vào nước láng giềng nhỏ bé và bị quản lý quân sự để tìm việc, trên thực tế là một nỗ lực thực dân hoá Liban của Syria. Hiện tại, các nền kinh tế Syria và Liban hoàn toàn độc lập. Năm 1994, dưới áp lực từ Damascus, chính phủ Liban trong một hành động gây tranh cãi đã trao quyền công dân cho hơn 200,000 người Syria sống ở nước này. (Để biết thêm về vấn đề, xem Nhân khẩu Liban)
Chính phủ chuyên chế không phải không bị chỉ trích, sự bất mãn công khai bị đàn áp. Tuy nhiên, một sự thách thức nghiêm trọng xuất hiện hồi cuối thập niên 70, từ những người Hồi giáo Sunni chính thống, những người chối bỏ các giá trị căn bản của chương trình thế tục của Đảng Baath và kêu gọi cai trị bởi Alawis, những người họ coi là dị giáo. Từ năm 1976 cho tới khi nó bị đàn áp năm 1982, the tổ chức Anh em Hồi giáo bảo thủ đã lãnh đạo một cuộc nổi dậy chống chính phủ. Để đối phó với một âm mưu nổi dậy của tổ chức này vào tháng 2 năm 1982, chính phủ đã đàn áp những người chính thống tập trung tại thành phố Hama, san bằng nhiều phần thành phố bằng pháo binh, khiến từ 10.000 tới 25.000 người chết và bị thương, chủ yếu là thường dân (xem thảm sát Hama). Từ đó, những cuộc tuần hành công khai và các hoạt động chống chính phủ đã bị hạn chế.
Sự tham gia của Syria vào liên minh đa quốc gia do Mỹ cầm đầu năm 1990 chống Saddam Hussein đã đánh dấu một sự thay đổi bước ngoặt trong các quan hệ của Syria cả với các quốc gia Ả Rập khác và thế giới phương tây. Syria đã tham gia vào Hội nghị Hoà bình tây Nam Á đa bên tại Madrid tháng 10 năm 1991, và trong thập niên 1990 tham gia vào những cuộc đàm phán trực tiếp, mặt đối mặt với Israel. Những cuộc đàm phán này đã thất bại, và không còn có những cuộc đàm phán trực tiếp Syria-Israel nữa từ khi Tổng thống Hafiz al-Assad gặp gỡ với Tổng thống Bill Clinton tại Genève tháng 3 năm 2000.

### Thế kỷ 21

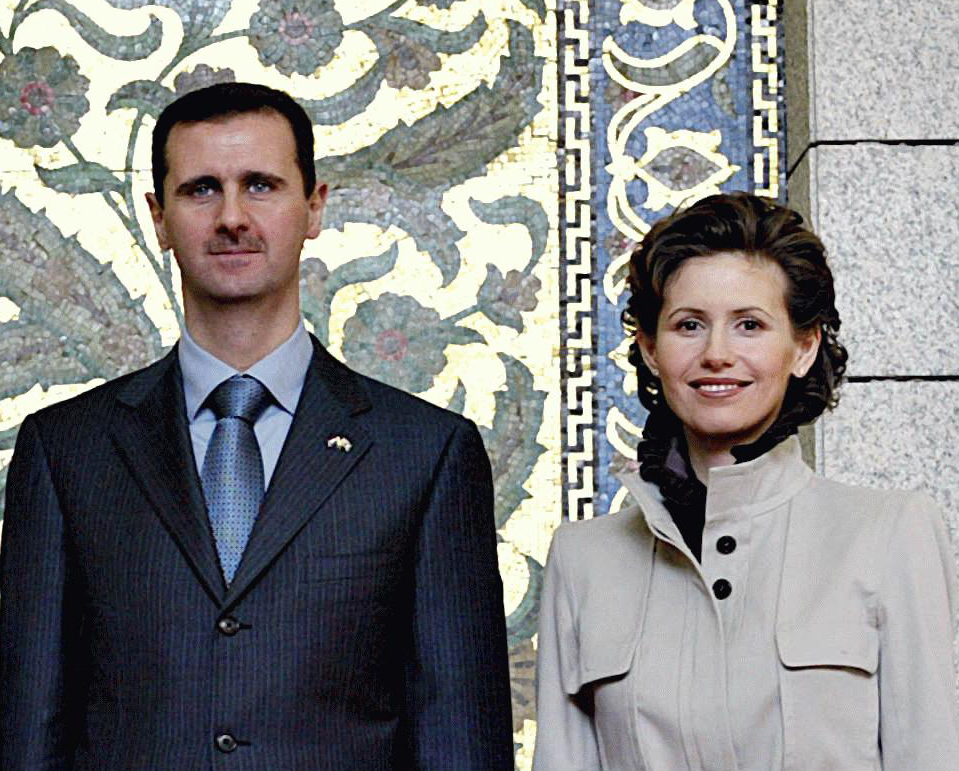
Tổng thống Syria Bashar al-Assad và vợ Asma al-Assad

Hafez al-Assad mất vào ngày 10 tháng 6 năm 2000. Con trai ông là Bashar al-Assad được bầu làm thủ tướng trong một cuộc bầu cử không có đối thủ. Trong quá trình bầu cử diễn ra Mùa xuân Damascus và các hy vọng cải cách, song đến mùa thu năm 2001, nhà cầm quyền đàn áp phong trào, tống giam một số tri thức hàng đầu. Cải cách bị hạn chế trong một số cải cách thị trường.
Ngày 5 tháng 10 năm 2003, Israel oanh tạc một địa điểm gần Damascus vì cho rằng đó là một cơ sở huấn luyện khủng bố của Jihad Hồi giáo. Trong tháng 3 năm 2004, người Kurd và người Ả Rập Syria xung đột tại thành phố đông bắc al-Qamishli. Dấu hiệu hỗn loạn được nhận thấy trong các thành phố Qamishli và Hasakeh. Năm 2005, Syria kết thúc chiếm đóng Liban. Ngày 6 tháng 9 năm 2007, các máy bay tiêm kích bị cáo buộc là của Israel đã tiến hành Chiến dịch Orchard chống lại một cơ sở nghi là lò phản ứng hạt nhân đang được Triều Tiên xây dựng tại Syria.
Nội chiến Syria được kích thích từ các cuộc cách mạng Mùa xuân Ả Rập. Nó bắt đầu vào năm 2011 dưới hình thức một chuỗi các cuộc kháng nghị được cho là hoà bình, tiếp đó quân đội Syria bị cáo buộc tiến hành trấn áp. Trong tháng 7 năm 2011, những quân nhân đào ngũ tuyên bố thành lập Quân đội Syria Tự do và bắt đầu lập các đơn vị chiến đấu. Thế lực phản đối chủ yếu là người Hồi giáo Sunni, trong khi các nhân vật đứng đầu chính phủ nhìn chung gắn bó với giáo phái Alawi. Theo Tổ chức Quan sát Nhân quyền Syria, tính đến tháng 7 năm 2017 có khoảng 331.765 đến 475.000 người thiệt mạng trong Nội chiến Syria Nhằm tránh bạo lực, 4,9 triệu người Syria đã đi tị nạn tính đến năm 2015.
Tình hình cuộc nội chiến diễn biến phức tạp, với sự xuất hiện và bành trướng thế lực của nhiều tổ chức khủng bố như Nhà nước Hồi giáo tự xưng (IS) và Mặt trận Al-Nursa buộc nhiều nước phải tiến hành can thiệp quân sự vào Syria. Tháng 10/2014, 27 nước do Hoa Kỳ dẫn đầu đã thành lập Lực lượng đặc nhiệm liên hợp (CJTF) để tiến hành chiến dịch "Quyết tâm sắt đá" (Operation Inherent Resolve) chống lại IS và các nhóm cực đoan hoạt động ở Syria. Tháng 9/2015, Nga tiến hành các cuộc không kích và tấn công bằng tên lửa nhằm hỗ trợ cho chính quyền Assad chống lại các lực lượng nổi dậy. Sự can thiệp tích cực của quân đội nước ngoài đã làm suy yếu IS tới mức tổ chức này không còn là mối đe dọa ở Iraq và Syria.
Trong giai đoạn này, tiến trình hòa đàm Syria do ba nước Nga, Iran và Thổ Nhĩ Kỳ bảo trợ đã dẫn tới việc các phe phái tham gia nội chiến kí thỏa thuận hòa bình tại Astana vào ngày 28 tháng 12 năm 2016. Ngày 4 tháng 5 năm 2017, ngoại trưởng ba nước Nga, Iran và Thổ Nhĩ Kỳ kí bản ghi nhớ về thiết lập bốn "vùng giảm căng thẳng" ở miền bắc Syria. Lãnh thổ Syria lúc này tạm chia làm ba: vùng phía nam và phía tây do chính phủ Syria kiểm soát, vùng tây bắc do các nhóm Thánh chiến Hồi giáo kiểm soát, vùng phía đông và đông bắc do Lực lượng Dân chủ Syria (SDF) kiểm soát. Tuy nhiên, xung đột quy mô nhỏ giữa các phe phái ở Syria vẫn tiếp diễn.
Ngày 27 tháng 11 năm 2024, liên quân của các nhóm vũ trang nổi dậy Syria ( nòng cốt là nhóm Tahrir al-Sham và nhóm Quân đội quốc gia Syria) dưới sự chỉ huy của Bộ Tư lệnh tác chiến quân sự tiến hành cuộc tổng tiến công nhắm vào quân đội chính phủ Syria. Ngày 30 tháng 11 năm 2024, quân nổi dậy chiếm thành phố Aleppo - thành phố lớn thứ hai tại Syria. Ngày 5 tháng 12, quân nổi dậy chiếm thành phố Hama. Quân đội chính phủ Syria chống trả yếu ớt và đồng loạt rút lui hoặc đầu hàng. Tối ngày 6 tháng 12, nhóm Quân đội Syria Tự do (FSA) mở mặt trận phía nam, nhanh chóng đánh chiếm tỉnh Daraa và Suwayda. Rạng sáng ngày 8 tháng 12, quân nổi dậy chiếm thành phố Homs và tiến vào thủ đô Damascus. Các quan chức chính phủ bao gồm tổng thống Bashar al-Assad bỏ chạy ra nước ngoài. 9 giờ sáng ngày 8 tháng 12 năm 2024, một nhóm quân nổi dậy tuyên bố trên kênh truyền hình nhà nước Syria về sự sụp đổ của chế độ Assad mà họ mô tả là "thắng lợi vĩ đại của cách mạng Syria". Chính phủ chuyển tiếp Syria được thành lập dưới sự lãnh đạo của Ahmed al-Sharaa, người đứng đầu Tahrir al-Sham, gồm các thành viên của Chính phủ cứu quốc Syria.

## Địa lý
Syria gồm chủ yếu là cao nguyên khô cằn, dù phần phía tây bắc đất nước giáp với Địa Trung Hải khá xanh tươi. Vùng đông bắc đất nước "Al Jazira" và miền nam "Hawran" là những khu vực nông nghiệp quan trọng. Euphrates, con sông quan trọng nhất của Syria, chảy qua nước này ở phía đông. Syria được coi là một trong 15 quốc gia được gộp trong cái gọi là "Cái nôi của văn minh".
Khí hậu Syria nóng và khô, mùa đông khá dễ chịu. Vì độ cao của nước này, thỉnh thoảng có tuyết rơi trong mùa đông.
Dầu mỏ với số lượng thương mại lần đầu tiên được khám phá ở đông bắc năm 1956. Các giếng dầu quan trọng nhất là giếng Suwaydiyah, Qaratshui, Rumayian, và Tayyem, gần Dayr az–Zawr. Các giếng là một sự mở rộng tự nhiên của các giếng dầu Iraq tại Mosul và Kirkuk. Dầu mỏ đã trở thành nguồn tài nguyên chính của Syria và cũng là mặt hàng xuất khẩu hàng đầu sau năm 1974. Khí tự nhiên đã được phát hiện tại giếng Jbessa năm 1940.

### Các vấn đề lãnh thổ của Syria

#### Tranh cãi Thổ Nhĩ Kỳ–Syria về tỉnh Iskandaron (Hatay)
Có một sự bất đồng từ lâu giữa Thổ Nhĩ Kỳ và Syria về tỉnh Hatay.
Hiện tại Syria giữ quan điểm rằng vùng đất này về mặt lịch sử thuộc Syria và đã bị Pháp – cường quốc ủy nhiệm tại Syria (từ năm 1920 tới năm 1946) – nhượng lại một cách bất hợp pháp cho Thổ Nhĩ Kỳ cuối thập niên 1930. Người Thổ coi Syria như là một vilayet cũ của Ottoman Thổ Nhĩ Kỳ với sự cay đắng.
Năm 1938, tỉnh này tuyên bố độc lập khỏi Pháp và vào ngày 29 tháng 6 sau đó, nghị viện của Cộng hoà Tỉnh Hatay mới được thành lập bỏ phiếu gia nhập với Thổ Nhĩ Kỳ. Chính phủ Syria không công nhận quyết định này, và coi Hatay (Alexandretta) là một phần của Syria.
Syria và người Syria hiện tại vẫn coi vùng đất này là một phần không thể tách rời của lãnh thổ Syria. 60,000 tín đồ Thiên chúa giáo và người Syria alawite đã bỏ chạy khỏi Iskandaron vào sâu trong Syria sau năm 1938. Người Syria gọi vùng đất này là Liwaaa aliskenderuna thay vì tên gọi Hatay theo tiếng Thổ Nhĩ Kỳ.

#### Cao nguyên Golan
Cao nguyên Golan là một vùng núi và cao nguyên chiến lược tại cực nam của Dãy núi Anti-Liban và vẫn là một vùng đất bị tranh cãi nhiều giữa các biên giới của Syria và Israel. Hai phần ba diện tích cao nguyên hiện do Israel quản lý. Nó có diện tích 1,850km2 và gồm nhiều dãy núi đạt tới độ cao 2,880m trên mực nước biển. Cao nguyên nhìn xuống các đồng bằng bên dưới. Sông Jordan, Hồ Tiberias và Thung lũng Hula Valley giáp với vùng này ở phía tây. Ở phía đông là Thung lũng Raqqad và phía nam là Sông và thung lũng Yarmok. Biên giới phía bắc của vùng là núi Jabal al-Sheikh (Núi Hermon), một trong những điểm cao nhất ở Tây Nam Á. Một thoả thuận thành lập một vùng phi quân sự giữa Israel và Syria được ký kết ngày 20 tháng 7 năm 1949, nhưng những vụ xung đột biên giới vẫn tiếp tục xảy ra. Israel đã chiếm cao nguyên Golan từ tay Syria trong cuộc Chiến tranh sáu ngày năm 1967. Từ 80,000 đến 109,000 người dân đã phải bỏ chạy, chủ yếu là người Druze và Circassia. Năm 1973, Syria đã tìm cách giành lại quyền kiểm soát Cao nguyên Golan trong một vụ tấn công bất ngờ vào Yom Kippur, ngày linh thiêng nhất trong năm của người Do Thái. Dù Syria có những thắng lợi ban đầu và Israel phải chịu những thiệt hại lớn, Cao nguyên Golan vẫn nằm trong tay người Israel sau một cuộc phản công thành công của họ. Syria và Israel đã ký một thoả thuận hữu nghị năm 1974, và một lực lượng quan sát viên Liên hiệp quốc đã đồn trú tại đó. Israel đơn phương sáp nhập Cao nguyên Golan năm 1981, dù chính phủ Syria tiếp tục yêu cầu trao trả lại lãnh thổ này, có thể trong trường hợp một hiệp ước hoà bình.
Sau cuộc Chiến tranh sáu ngày, khoảng 20,000 người Syria vẫn ở lại Cao nguyên Golan, hầu hết trong số họ là người Druze. Từ năm 2005, Israel đã cho phép các nông dân Druze tại Golan bán sản phẩm của họ cho Syria. Năm 2006, tổng giá lượng xuất khẩu đạt tới 8,000 tấn táo. Những người Syria sống tại Golan cũng được phép theo học tại các trường đại học ở Syria, nơi họ được miễn học phí, sách vở và nơi ở.

## Chính trị
Syria là một nhà nước cộng hoà với các nhánh hành pháp sau của chính phủ: tổng thống, hai phó tổng thống, thủ tướng, Hội đồng Bộ trưởng (nội các). Nhánh lập pháp của Syria là Hội đồng Nhân dân đơn viện. Thể chế chính trị của Syria được coi là một trong những thể chế độc tài chuyên quyền nhất thế giới. Các nhà tù giam giữ một số lượng lớn tù chính trị.
Các nhánh tư pháp của Syria gồm Toà án Hiến pháp Tối cao, Hội đồng Pháp luật Cao cấp, Toà phá án, và các toà án An ninh Quốc gia. Luật Hồi giáo là nguồn gốc chính của pháp luật và hệ thống pháp luật của Syria có các yếu tố của luật pháp Ottoman, Pháp, và Hồi giáo. Syria có ba cấp toà án: các toà sơ thẩm, toà phúc thẩm, và toà án hiến pháp, toà án cấp cao nhất. Các toà án tôn giáo giải quyết các vấn đề cá nhân và luật gia đình.
Các đảng chính trị: Đảng Baath là đảng chi phối, Phong trào Xã hội chủ nghĩa Ả Rập, Liên minh Xã hội chủ nghĩa Ả Rập, Đảng Cộng sản Syria, Đảng Liên minh Dân chủ Xã hội chủ nghĩa, và khoảng 15 đảng chính trị nhỏ khác cùng 14 đảng chính trị người Kurd trên thực tế có tồn tại nhưng bị đặt ngoài vòng pháp luật.
Quyền bầu cử: Phổ thông ở độ tuổi 18.

### Hiến pháp và Chính phủ
Hiến pháp của Syria được thông qua ngày 13 tháng 3 năm 1971. Hiến pháp trao cho Đảng Baath các chức năng lãnh đạo nhà nước và xã hội. Tổng thống được lựa chọn thông qua trưng cầu dân ý với nhiệm kỳ 7 năm. Tuy nhiên, trên thực tế người dân phải bầu lãnh đạo Đảng Baath làm tổng thống. Tổng thống cũng là Tổng thư ký Đảng Baath và lãnh đạo Mặt trận Tiến bộ Quốc gia. Mặt trận Tiến bộ Quốc gia là một liên minh 10 đảng chính trị được chính phủ cho phép.
Hiến pháp đòi hỏi Tổng thống phải là một tín đồ Hồi giáo, nhưng không quy định Đạo Hồi là tôn giáo nhà nước. Hiến pháp trao cho tổng thống quyền chỉ định các bộ trưởng, tuyên chiến và công bố tình trạng khẩn cấp, ra các điều luật (mà, ngoại trừ trong trường hợp khẩn cấp, cần phải được Hội đồng Nhân dân phê chuẩn), ân xá, sửa đổi hiến pháp, và chỉ định các quan chức dân sự và nhân viên quân sự. Tổng thống Syria là Al-Assad từ năm 2000.

### Nhân quyền
Syria không có hồ sơ nhân quyền tốt. Chính phủ Assad đã bị chỉ trích vì bắt giữ những người chính quyền cho là kẻ khủng bố và những nhà hoạt động xấu, kiểm duyệt các website, cản trở các blogger, và áp đặt các lệnh cấm di chuyển. Giam giữ độc đoán, tra tấn và những vụ mất tích là phổ biến. Dù hiến pháp Syria đảm bảo quyền bình đẳng giới, những người chỉ trích nói rằng luật pháp về vị thế cá nhân và luật hình sự phân biệt chống phụ nữ và các cô gái. Hơn nữa, hiến pháp cũng quy định sự khoan dung cho cái gọi là các tội ác "danh dự".
Những vụ bắt giữ gần đây trái ngược với nhân quyền căn bản gồm vụ bắt giữ Muhannad Al-Hasani, một luật sư nổi tiếng và là người bảo vệ can đảm cho các tù nhân lương tâm Syria. Trước vụ bắt giữ ông, Muhannad Al-Hassani đã ngày càng bị chính quyền Syria gây nhiều áp lực bởi những công việc như một luật sư và người bảo vệ nhân quyền của ông, gồm cả việc ông giám sát Toà án An ninh Nhà nước Tối cao (SSSC), là một toà án đặc biệt tồn tại bên ngoài hệ thống pháp lý thông thường để xét xử những người bị cho là gây nguy hiểm tới chế độ. Những nhà hoạt động đã kêu gọi sự can thiệp cá nhân để Muhannad Al-Hasani cùng các tù nhân chính trị và tù nhân lương tâm khác tại Syria được thả.
Kareem Arabji, một nhà thư vấn kinh doanh 31 tuổi, đã viết nhiều bài báo dưới một bút danh chỉ trích sự tham nhũng và độc tài tại Syria. Ngày 7 tháng 6 năm 2007, Arabji bị các lực lượng an ninh Syria bắt giữ và cấm cố tại Chi nhánh Palestine của Tình báo Quân sự tại Damascus. Ông bị kết tội, "thông tin sai sự thật hay phóng đại những tin tức gây ảnh hưởng tới đạo đức quốc gia."

### Luật tình trạng khẩn cấp
Từ năm 1963 Luật tình trạng khẩn cấp đã có hiệu lực, hoàn toàn treo hầu hết những bảo vệ hiến pháp cho người Syria. Các chính phủ Syria đã thanh minh cho tình trạng khẩn cấp bằng sự tiếp diễn của cuộc chiến tranh với Israel. Các công dân Syria phê chuẩn tổng thống thông qua một cuộc trưng cầu dân ý. Syria không có những cuộc bầu cử lập pháp đa đảng phái.

### Phân cấp hành chính

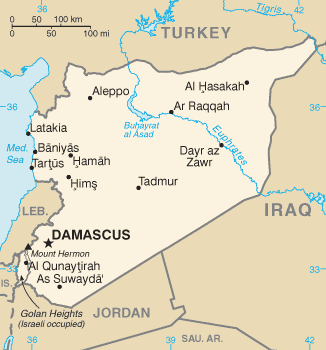
Bản đồ Syria theo CIA.

Syria được chia thành 14 vùng thủ hiến, hay muhafazat (số ít: muhafazah). Các vùng thủ hiến được chia thành tổng cộng sáu mươi quận, hay manatiq (số ít mintaqah), và các quận lại được chia tiếp thành các đơn vị cấp dưới quận, hay nawahi (số ít nahiya).
Một thủ hiến, việc chỉ định thủ hiến do bộ trưởng nội vụ đề xuất, được nội các phê chuẩn, và được thông báo bằng nghị định hành pháp, lãnh đạo mỗi vùng. Thủ hiến được hỗ trợ bởi một hội đồng tỉnh do dân bầu ra. Đa số Vùng thủ hiến Quneitra đã bị Israel đơn phương sáp nhập như lãnh thổ Cao nguyên Golan.
Thủ đô Damascus là thành phố lớn nhất Syria, và khu vực đô thị cũng là một vùng thủ hiến.
Aleppo (dân số 1,671,673) ở phía bắc Syria, là thành phố lớn thứ hai, cũng là một trung tâm công nghiệp, đô thị và văn hoá lớn. Thành phố cổ Aleppo đã được UNESCO liệt kê là một Địa điểm Di sản Thế giới. Latakia (dân số 554,000) cùng với Tartus là các cảng biển chính của Syria trên bờ Địa Trung Hải. Các thành phố lớn khác gồm Homs (dân số 1,033,000) ở miền trung Syria và Deir ez-Zor (dân số 230.000) trên bờ sông Euphrates phía đông Syria.

### Quân đội
Nhánh tình báo quân đội Shu'bat al-Mukhabarat al-'Askariyya có nhiều ảnh hưởng.

## Kinh tế
Syria là quốc gia có thu nhập trung bình, với một nền kinh tế dựa trên nông nghiệp, dầu mỏ, công nghiệp và du lịch. Tuy nhiên, kinh tế Syria phải đối mặt với những vấn đề nghiêm trọng và những thách thức cùng những trở ngại cho tăng trưởng gồm: một lĩnh vực công lớn và hoạt động yếu kém; tỷ lệ sản xuất dầu mỏ giảm sút; mở rộng thâm hụt phi dầu mỏ; tham nhũng trên diện rộng; các thị trường tài chính và tư bản yếu kém; tỷ lệ lạm phát cao cùng tỷ lệ tăng trưởng dân số cao. Tính đến năm 2016, GDP của Syria đạt 77.460 USD, đứng thứ 68 thế giới, đứng thứ 24 châu Á và đứng thứ 8 Trung Đông.
Như một kết quả của một nền kinh tế kế hoạch trung ương không hiệu quả và tham nhũng, Syria có các tỷ lệ đầu tư thấp, và các mức độ sản xuất nông nghiệp và công nghiệp thấp. Tỷ lệ tăng trưởng GDP của nước này xấp xỉ 2.9% năm 2005, theo các thống kê của IMF. Hai cột trụ chính của nền kinh tế Syria là nông nghiệp và dầu mỏ. Ví dụ, nông nghiệp chiếm 25% GDP và sử dụng 42% tổng lực lượng lao động. Chính phủ hy vọng thu hút đầu tư mới trong du lịch, khí tự nhiên, và ngành dịch vụ để đa dạng hoá nền kinh tế và giảm sự phụ thuộc vào dầu mỏ và nông nghiệp. Chính phủ đã bắt đầu tiến hành các cải cách kinh tế với mục đích tư nhân hoá hầu hết các thị trường, nhưng cải cách vẫn còn rất chậm. Vì các lý do ý thức hệ, việc tư nhân hoá các doanh nghiệp chính phủ vẫn bị phản đối mạnh. Vì thế các lĩnh vực chính của nền kinh tế gồm cả lọc dầu, quản lý cảng biển, vận tải hàng không, sản xuất điện, và phân phối nước, vẫn hoàn toàn trong quyền kiểm soát của chính phủ.
Syria đã sản xuất dầu nặng từ các giếng dầu ở đông bắc từ cuối thập niên 1960. Đầu thập niên 1980, dầu nhẹ, dầu có hàm lượng sulphur thấp đã được phát hiện gần Deir ez-Zor ở phía đông Syria. Tỷ lệ sản xuất dầu của Syria đã giảm đều, từ đỉnh điểm ở mức gần 600,000 oilbbl/ngày (bpd) năm 1995 xuống xấp xỉ 425,000 |oilbbl/ngày năm 2005. Các chuyên gia nói chung đồng ý rằng Syria sẽ trở thành nước nhập khẩu dầu không muộn hơn năm 2012. Syria xuất khẩu khoảng 200,000 oilbbl/d năm 2005, và dầu mỏ vẫn chiếm đa số trong thu nhập xuất khẩu của quốc gia. Syria cũng sản xuất 22 triệu mét khối khí mỗi ngày, với ước tính trữ lượng khoảng 8.5 Tcuft. Tuy chính phủ đã bắt đầu làm việc với các công ty năng lượng quốc tế với hy vọng trở thành một nhà xuất khẩu khí đốt, tất cả lượng khí sản xuất hiện tại đều được tiêu thụ trong nước.
Một số mặt hàng căn bản, như diesel, tiếp tục được trợ cấp mạnh, và các dịch vụ xã hội được cung cấp với chi phí danh nghĩa. Các khoản trợ cấp đang trở nên lớn hơn để duy trì sự khác biệt giữa tiêu thụ và sản xuất đang ngày càng gia tăng. Syria có dân số xấp xỉ 19 triệu người, và các con số của chính phủ Syria cho tháy tỷ lệ tăng dân số ở mức 2.45%, với 75% dân số dưới 35 tuổi, và hơn 40% dưới 15 tuổi. Xấp xỉ 200,000 người gia nhập thị trường lao động mỗi năm. Theo các con số thống kê của Chính phủ Syria, tỷ lệ thất nghiệp là 7.5%, tuy nhiên những nguồn độc lập chính xác hơn cho rằng nó là gần 20%. Nhân viên chính phủ và lĩnh vực công tiếp tục chiếm hơn một phần tư lực lượng lao động. Các quan chức chính phủ thừa nhận rằng nền kinh tế không phát triển ở mức độ đủ để tạo ra đủ việc làm đáp ứng tốc độ phát triển dân số. UNDP thông báo năm 2005 rằng 30% dân số Syria sống nghèo khổ và 11.4% sống dưới ngưỡng duy trì.
Hối lộ ở Syria rất phổ biến, từ việc đút lót cho nhân viên công lộ để tránh bị phạt cho tới hối lộ viên chức chính quyền để hưởng đặc ân. Buôn lậu các sản phẩm tiêu dùng cần hối lộ hải quan, quân đội và viên chức để họ làm ngơ 

### Thương mại nước ngoài
Từ giữa thập niên 1960-1980, nền kinh tế Syria bị tập trung hóa cao độ theo kiểu Liên Xô, giá cả do nhà nước kiểm soát. Syria đã rút khỏi Thoả thuận Chung về Thuế quan và Mậu dịch (GATT) năm 1951 vì sự tham gia của Israel. Họ không phải là một thành viên của Tổ chức Thương mại Thế giới (WTO), dù đã nộp đơn để bắt đầu quá trình xin gia nhập năm 2001. Syria đang phát triển các thoả thuận tự do thương mại cấp vùng. Tới ngày 1 tháng 1 năm 2005, Vùng Thương mại Tự do Đại Ả Rập (GAFTA) đã bắt đầu có hiệu lực và các khoản thuế quan giữa Syria và mọi thành viên GAFTA khác đã bị xoá bỏ. Ngoài ra, Syria đã ký một thoả thuận thương mại tự do với Thổ Nhĩ Kỳ, có hiệu lực từ tháng 1 năm 2007, và đưa ra sáng kiến một Thoả thuận Liên kết với Liên minh châu Âu, nhưng vẫn chưa được ký kết. Dù Syria tuyên bố một sự phát triển mạnh gần đây trong xuất khẩu phi dầu mỏ, các con số thương mại của họ vốn có tiếng là không chính xác và cổ lỗ. Các mặt hàng xuất khẩu chính của Syria gồm dầu thô, các sản phẩm hoá dầu, bông nguyên liệu, vải, hoa quả, và ngũ cốc. Hàng hoá nhập khẩu của Syria gồm các nguyên liệu thô cần thiết cho ngành công nghiệp, phương tiện, thiết bị nông nghiệp và máy móc hạng nặng. Các nguồn thu từ xuất khẩu dầu cũng như các khoản tiền gửi từ các công nhân Syria ở nước ngoài là các nguồn thu ngoại tệ quan trọng nhất của chính phủ.
Hiện nay các doanh nghiệp nhà nước Syria vẫn rất quan liêu và thiếu hiệu quả, không có hệ thống ngân hàng hiện đại và các nhà đầu tư nước ngoài vẫn ngại đầu tư vào đất nước này.

### Vận tải
Syria có ba sân bay chính - Damascus, Aleppo và Lattakia là các cổng lớn của Syrian Air và cũng phục vụ cho nhiều hãng hàng không nước ngoài.
Đa số hàng hoá của Syria được vận chuyển bởi Chemins de Fer Syriens (CFS) (Công ty Đường sắt Syria) với các đường nối với TCDD (đối tác Thổ Nhĩ Kỳ).
Với một nước khá kém phát triển cơ sở hạ tầng đường sắt của Syria có chất lượng cao với nhiều dịch vụ tốc độ cao.
Cơ sở hạ tầng yếu kém, đường sá, cầu cống, trường học và dịch vụ công cộng của Syria vừa thiếu vừa cổ lỗ sĩ. Hệ thống nước và điện thoại không ổn định, điện thường xuyên bị cắt mỗi ngày.

## Nhân khẩu
Hầu hết người dân sống tại châu thổ Sông Euphrates và dọc đồng bằng ven biển, một dải đất màu mỡ giữa các dãy núi ven biển và sa mạc. Tổng mật độ dân số tại Syria là khoảng 99 người trên km² (258 người trên dặm vuông). Theo Điều tra Người tị nạn Thế giới 2008, được Ủy ban Hoa Kỳ về Người tị nạn và Người nhập cư xuất bản, Syria có số người tị nạn và người xin cư trú chính trị xấp xỉ 1,852,300 người. Đại đa số người này từ Iraq (1,300,000), nhưng cũng có một số lượng đáng kể người từ Palestine Ủy trị Anh cũ (543,400) và Somalia (5,200) sống ở nước này. Giáo dục là bắt buộc và miễn phí từ 6 tới 11 tuổi. Chương trình học gồm 6 năm giáo dục tiểu học tiếp đó là 3 năm giáo dục thường thức hay huấn luyện dạy nghề và 3 năm chương trình hàn lâm hay hướng nghiệp. Giai đoạn 3 năm hàn lâm là bắt buộc để được vào đại học. Tổng số học sinh đăng ký tại các trường sau cấp hai là hơn 150,000. Tỷ lệ biết chữ của người dân Syria trong độ tuổi từ 15 trở lên là 86% cho nam và 73,6% cho nữ.
Khoảng cách giàu nghèo ở Syria không tới nỗi sâu sắc nhưng lương bổng rất thấp. Lương của phần lớn công nhân và chuyên gia chỉ từ 35 tới 100 USD nên một người thường phải làm 2-3 công việc cùng lúc để kiếm sống.

### Sắc tộc

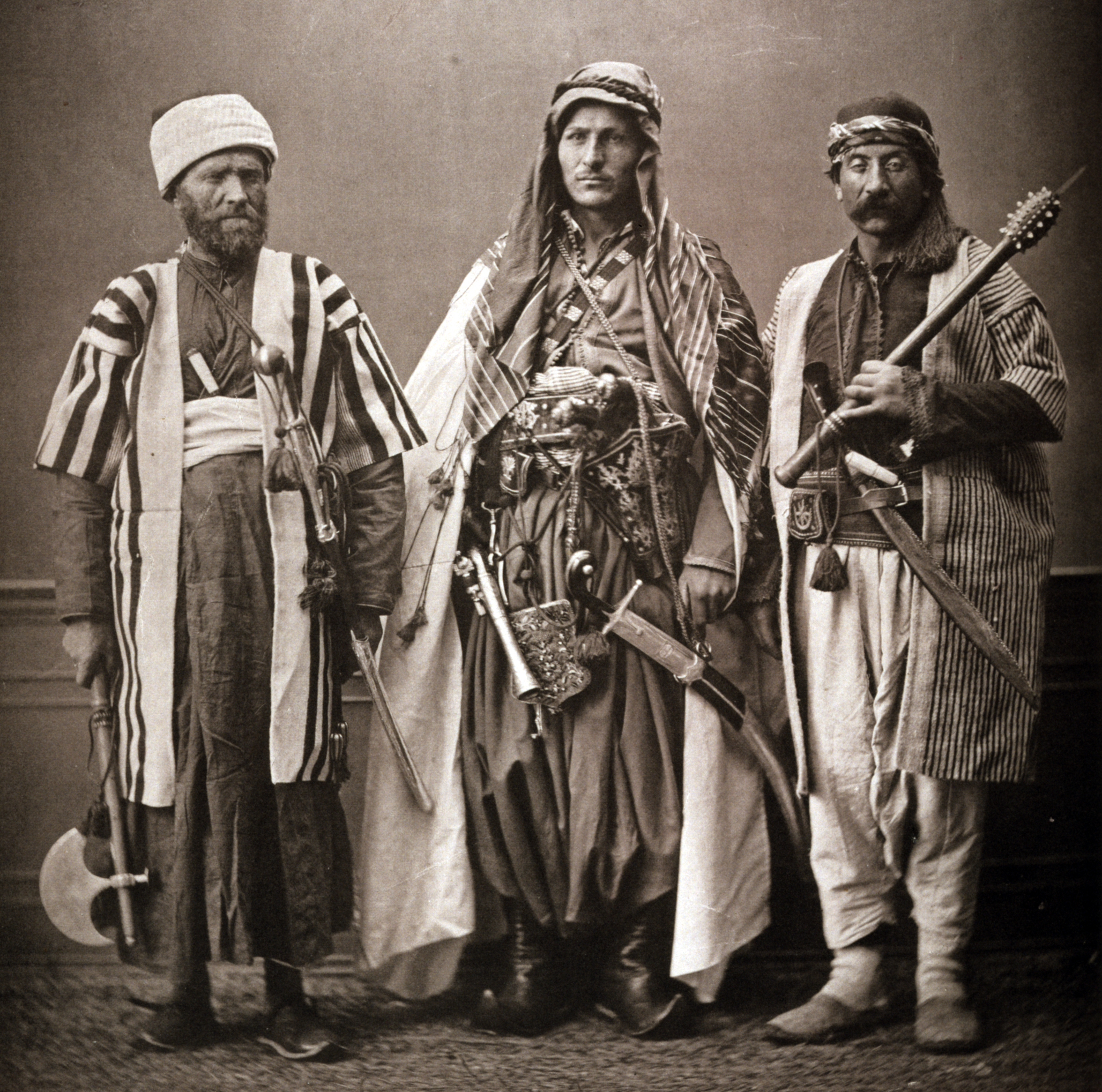
Ba người đàn ông Syria, 1873.

Người Syria hiện đại là một tổng thể người bản xứ Levantine. Về di truyền, họ hầu hết có liên quan chặt chẽ với những người láng giềng trực tiếp Levantine. Người Syria cũng là hậu duệ của chủ yếu là một sự pha trộn của nhiều nhóm bản xứ sống tại nước này, trong trường hợp Syria, hầu hết trong số họ có đức tin Thiên chúa giáo và nói tiếng Aramaic; một ngôn ngữ do những người chinh phục thời kỳ đầu mang đến. Người Syria ngày nay, dù là tín đồ Hồi giáo, Thiên chúa giáo hay tôn giáo khác, vì thế đều chủ yếu là người Ả Rập, và chính những người Syria Ả Rập này, cùng với khoảng 400,000 UNRWA người Palestin Ả Rập (Hồi giáo, Thiên chúa giáo và khác) chiếm hơn 90% dân số.
Syria cũng có các cộng đồng sắc tộc phi Ả Rập. Nhóm lớn nhất trong số này, người Kurd, chiếm khoảng 9% dân số (1,800,000 người). Đa số người Kurd sống ở góc phía bắc của Syria và nhiều người vẫn nói tiếng Kurd. Các cộng đồng người Kurd khác lớn cũng sống tại hầu hết các thành phố lớn của Syria. Đa số người Turkmen Syria sống tại Aleppo, Damascus và Latakia. Người Assyria là cộng đồng thiểu số Thiên chúa giáo đáng chú ý sống ở phía bắc và đông bắc (al-Qamishli, al-Hasakah) và có số lượng khoảng 700,000 người tại Syria. Dù số lượng của họ đã tăng thêm nhiều vì có nhiều người tị nạn Iraq xuất hiện từ Chiến tranh Iraq. Tổ chức Dân chủ Assyrian, cũng bị chính phủ hiện tại cấm hoạt động ở Syria.
Người Armenia có xấp xỉ 190,000 người. Syria có số dân Armenia đứng hàng thứ 7 trên thế giới. Ngoài ra, xấp xỉ 1,300,000 người tị nạn Iraq ước tính sống tại Syria năm 2007. Khoảng 50% trong số người tị nạn đó là người Ả Rập Hồi giáo Sunni, 24% là người Ả Rập Hồi giáo Shi'a, và 20% là tín đồ Thiên chúa giáo. Trong thời kỳ Ủy trị, có một số lượng đáng kể người Pháp, nhiều người trong số đó đã rời Syria sau khi thời kỳ cai trị Pháp chấm dứt. Tới thời điểm năm 1987, xấp xỉ 100,000 người Circassian sống tại Syria.
Châu Mỹ từ lâu đã là một địa điểm của những cuộc di cư Ả Rập, với người Syria có mặt tại một số quốc gia ít nhất ngay từ thế kỷ XIX. Những nơi tập trung người Syria lớn nhất bên ngoài Trung Đông là Brasil, với hơn 9 triệu người Brasil có tổ tiên Ả Rập. Đa số trong 3.5 triệu người Ả Rập Argentina từ hoặc Liban hoặc Syria.

### Tôn giáo
Tôn giáo tại Syria (2006)
Số người theo Hồi giáo chiếm 87% dân số (trong đó số tín đồ thuộc phái Sunni chiếm 74% tổng dân số, 13% còn lại thuộc các phái Alawite, Twelvers và Ismailis),, số người theo Kitô giáo chiếm 10% dân số  (đa số là Chính thống giáo Hy Lạp, ngoài ra còn có các phái Kitô giáo khác gồm Công giáo Hy Lạp, Tin lành và nhiều giáo phái nhỏ khác). 3% dân số còn lại theo tôn giáo Druze.
Các tín đồ Thiên chúa giáo, một số lượng khá lớn cũng có trong cộng đồng người Palestine Syria, được chia thành nhiều nhóm. Chalcedonian Chính thống Antiochian ("Chính thống Hy Lạp"; tiếng Ả Rập: الروم الارثوذكس, ar-Rūmu 'l-Urṯūḏuks) chiếm 50–55% dân cư Thiên chúa giáo; Cơ đốc giáo (Melkite, Cơ đốc Armenia, Cơ đốc Syriac, Maronite, Chaldean và Latin) chiếm 18%; Nhà thờ Chính thống Syriac, Nhà thờ Tông đồ Armenia, Nestorian Assyrians và nhiều giáo phái Thiên chúa nhỏ hơn khác chiếm phần còn lại. Nhiều tu viện Thiên chúa giáo cũng tồn tại. Nhiều người Syria theo Thiên chúa giáo thuộc một tầng lớp kinh tế-xã hội cao.
Syria cũng có một số nhỏ người Do Thái, tập trung chủ yếu tại Damascus, một tàn tích của một cộng đồng mạnh tới 40,000 người trước đây. Sau kế hoạch phân chia Liên hiệp quốc năm 1947, những cuộc tàn sát chống người Do Thái diễn ra ở Damascus và Aleppo, và tài sản của người Do Thái bị tịch thu hay thiêu cháy. Khi Nhà nước Israel được thành lập năm 1948, nhiều người Do Thái Syria đã quay trở về. Trong số 5,000 người Do Thái còn lại, 4,000 đã rời đi trong thập niên 1990, trước một thoả thuận với Hoa Kỳ. Tới thời điểm năm 2007, cộng đồng Do Thái đã giảm còn chưa tới 70 người, đa số là người già.

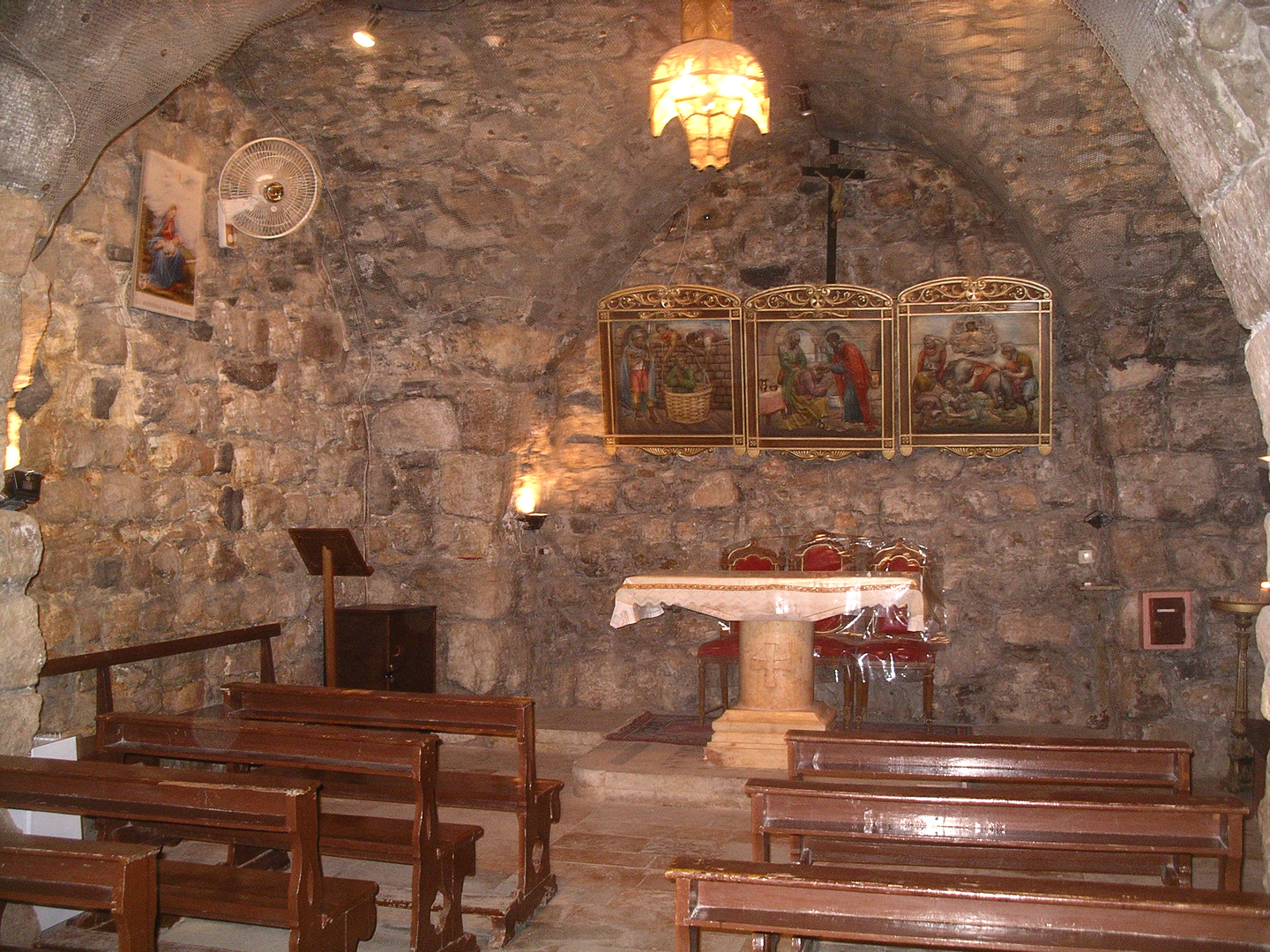
Nhà thờ St Ananias trên Biblical Street Called Straight ở khu phố cổ Damascus
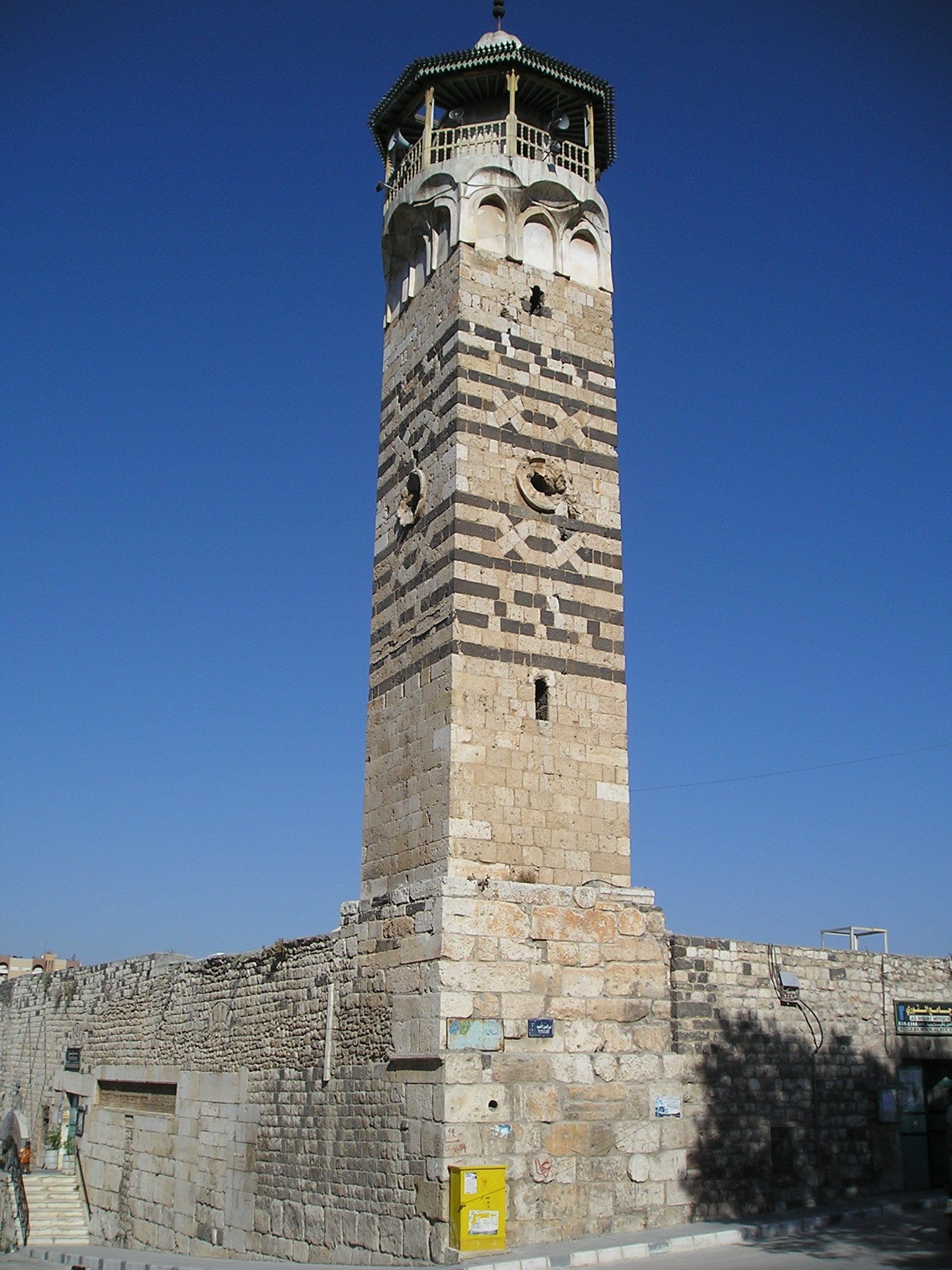
Hama, Syria - một tháp của thánh đường Al Nouri
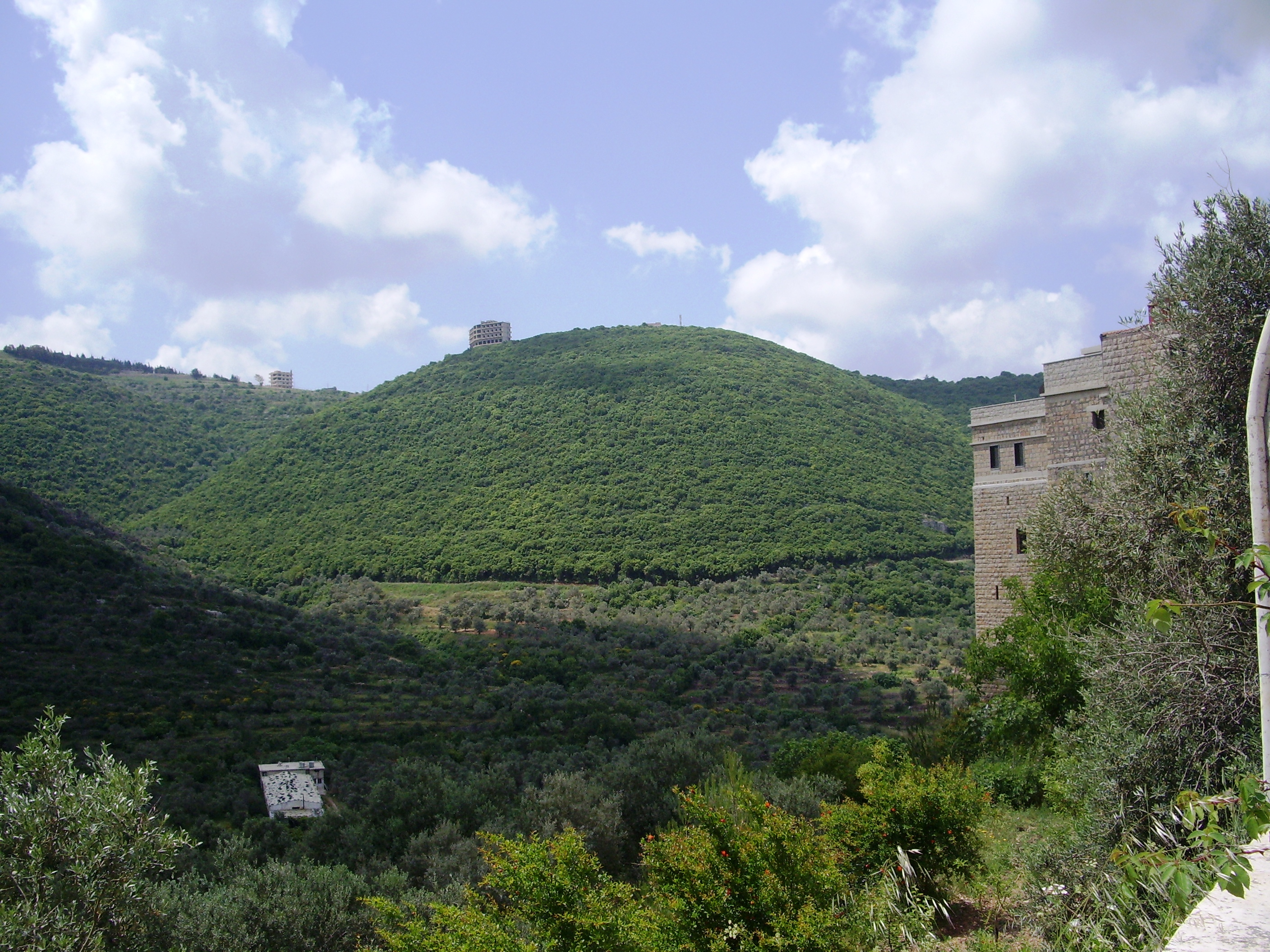
Dãy núi Syria gần Tu viện St. George

### Ngôn ngữ
Tiếng Ả Rập là ngôn ngữ chính thức và được sử dụng nhiều nhất. tiếng Kurdish được sử dụng rộng rãi ở các vùng Kurdish của Syria. Nhiều người Syria có giáo dục cũng nói tiếng Anh và tiếng Pháp. Tiếng Armenia và tiếng Turkmen cũng được sử dụng trong các cộng đồng thiểu số Armenia và người Turkmen. Ngôn ngữ Aramaic, ngôn ngữ chung của vùng trước sự xuất hiện của Đạo Hồi và tiếng Ả Rập, được dùng trong một số nhóm sắc tộc: như Syriac, nó được dùng như ngôn ngữ tế lễ của nhiều giáo phái Syriac; Aramaic hiện đại (đặc biệt là, ngôn ngữ Turoyo và Assyrian Neo-Aramaic) được sử dụng tại vùng Al-Jazira. Đáng chú ý nhất, Western Neo-Aramaic vẫn được dùng tại làng Ma`loula, và hai làng lân cận, 35 dặm (56 km) phía đông bắc Damascus.

### Giáo dục
Hệ thống giáo dục mạnh tại Syria dựa trên hệ thống cũ của Pháp.
Giáo dục là miễn phí tại mọi trường công và bắt buộc cho tới lớp 9. Các trường được chia thành ba cấp:
- Lớp 1 tới lớp 4: Giáo dục Căn bản Cấp độ I (tiếng Ả Rập: تعليم أساسي حلقة أولى)
- Lớp 5 tới lớp 9: Giáo dục Căn bản Cấp độ II (tiếng Ả Rập: تعليم أساسي حلقة ثانية)
- Lớp 10 tới lớp 12: Giáo dục Cấp 2 (tiếng Ả Rập: التعليم الثانوي), tương đương với Trường Cấp Ba.

Các kỳ thi cuối khoá của lớp 9 được tiến hành đồng thời trên cả nước. Kết quả của những cuộc thi này xác định liệu học sinh có tiếp tục vào các trường cấp hai "chung" hay vào các trường cấp hai kỹ thuật. Các trường cấp hai kỹ thuật gồm các trường công nghiệp và nông nghiệp cho học sinh nam, trường thủ công cho học sinh nữ, và các trường thương mại và khoa học máy tính cho cả hai giới.
Ở đầu lớp 11, những học sinh theo học trường cấp hai "chung" phải lựa chọn tiếp tục học hoặc trong "nhánh văn học" hay "nhánh khoa học".
Các kỳ thi cuối khoá lớp 12 (Tú tài) cũng được tiến hành đồng thời trên phạm vi quốc gia. Kết quả của những kỳ thi này xác định trường đại học, cao đẳng hay chuyên nghiệp nào học sinh sẽ theo học. Để làm việc đó học sinh phải đăng ký qua một hệ thống phức tạp được gọi là Mufadalah.
Các trường cao đẳng thu phí rất ít ($10–20 mỗi năm) nếu sinh viên có đủ điểm trong các kỳ thi Tú tài. Nếu không, sinh viên có thể lựa chọn đóng học phi cao hơn ($1500–3000) để theo học. Có một số trường cao đẳng tư nhân nhưng học phí cao hơn nhiều.
Hầu hết các trường đại học tại Syria theo mô hình giáo dục cao học của Pháp, các giai đoạn đại học và các cấp bậc hàn lâm gồm:
- Giai đoạn một: Chứng chỉ được trao sau 4 tới 6 năm tuỳ theo lĩnh vực.
- Giai đoạn hai: DEA hay DESS 1–2 năm cấp hậu tốt nghiệp tương đương với trình độ Master trong các hệ thống của Anh-Mỹ.
- Giai đoạn ba: Tiến sĩ 3–5 năm sau DEA hay một cấp bậc tương đương.

Từ năm 1967, tất cả các trường học, trường cao đẳng và đại học đã nằm dưới sự giám sát chặt chẽ của chính phủ bởi Đảng Baath.
Có 5 đại học nhà nước tại Syria, và 11 đại học tư. Hai trường hàng đầu là Đại học Damascus (180,000 sinh viên), và Đại học Aleppo. Một trường là một chương trình hợp tác của Syria-châu Âu; Viện Cao học Quản lý Kinh doanh (HIBA) có các chương trình dưới tốt nghiệp và tốt nghiệp.

## Văn hoá

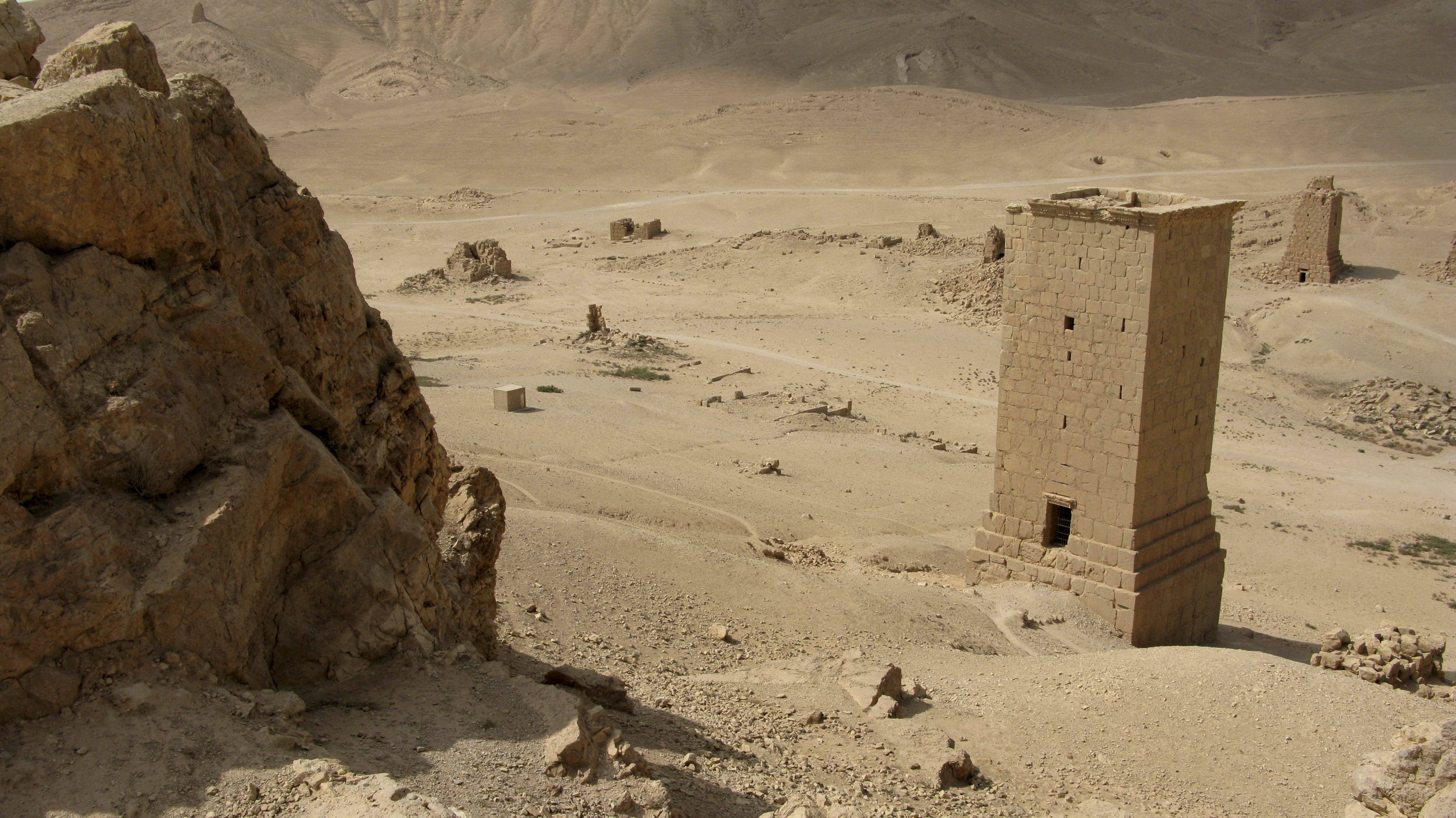
Tháp hầm mộ Eggelin tại Palmyra.

Những người sao chép văn bản của thành phố Ugarit đã tạo ra một bảng chữ cái với các ký tự hình nêm từ thế kỷ XIV trước Công nguyên. Bảng chữ cái được viết theo cách thức thông thường chúng ta sử dụng ngày nay.
Các nhà khảo cổ học đã khám phá ra nhiều chữ viết và bằng chứng của một nền văn hoá kình địch với các nền văn hoá Mesopotamia và Ai Cập tại và xung quanh thành phố cổ Ebla. Các học giả và các nghệ sĩ Syria sau này đã góp phần vào văn hoá và tư tưởng Hy Lạp và La Mã. Cicero là một môn đồ của Antiochus của Ascalon tại Athens; và những tác phẩm của Posidonius của Apamea đã ảnh hưởng tới Livy và Plutarch.
Philip Hitti đã tuyên bố, "các học giả coi Syria là giáo viên cho các đặc trưng nhân loại," và Andrea Parrout viết, "mỗi người có văn hoá trên thế giới phải chấp nhận rằng anh ta có hai quê hương: một nơi anh ta sinh ra, và Syria."
Syria là một xã hội truyền thống với một lịch sử văn hoá lâu dài. Gia đình, tôn giáo, giáo dục và tự kìm chế và tôn trọng được đề cao. Phong cách thưởng thức nghệ thuật truyền thống Syria được thể hiện trong các điệu nhảy như al-Samah, Dabkeh trong mọi biến thái và múa kiếm. Các buổi lễ thành hôn và mừng trẻ em ra đời là những cơ hội thể hiện các phong tục dân gian truyền thống.
Những ngôi nhà truyền thống trong phố cổ tại Damascus, Aleppo và các thành phố khác của Syria vẫn được bảo tồn và các khu vực sinh sống truyền thống được sắp xếp xung quanh một hay nhiều chiếc sân, thông thường với một vòi nước ở giữa, và được trang trí với các loại cây cam quýt, nho và hoa.

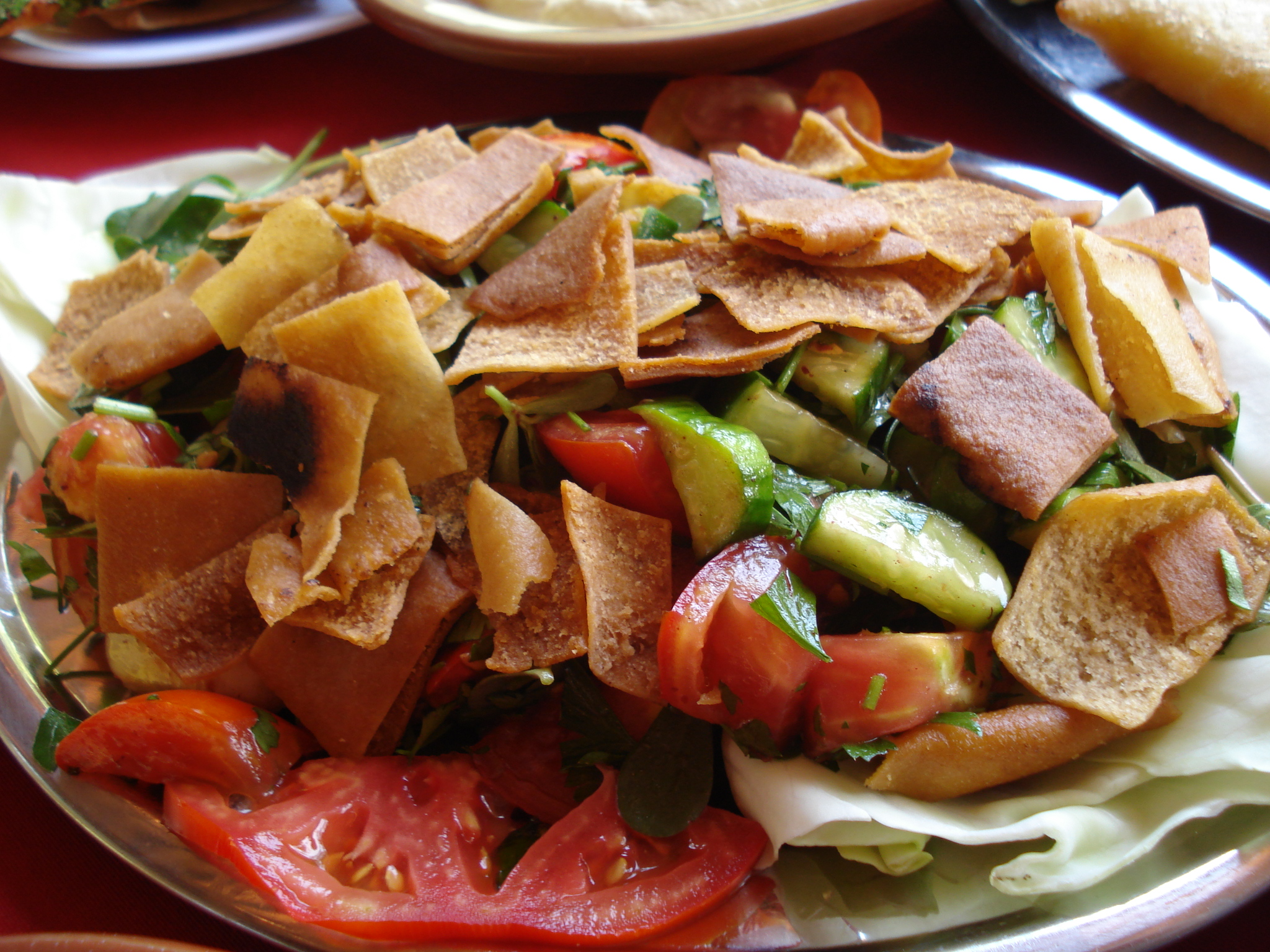
Fattoush, một ví dụ về ẩm thực Syria.

Bên ngoài các thành phố lớn như Damascus, Aleppo hay Homs, các khu vực sinh sống thường tập trung tại các làng nhỏ hơn. Các ngôi nhà thường khá cổ (có lẽ một trăm năm tuổi), đã được truyền lại cho các thành viên gia đình qua nhiều thế hệ. Nhà ở thường được xây dựng bằng bê tông và gạch thô và thường không được sơn, và màu sắc của một ngôi làng Syria vì thế chỉ là các tông đơn giản màu nâu và xám.

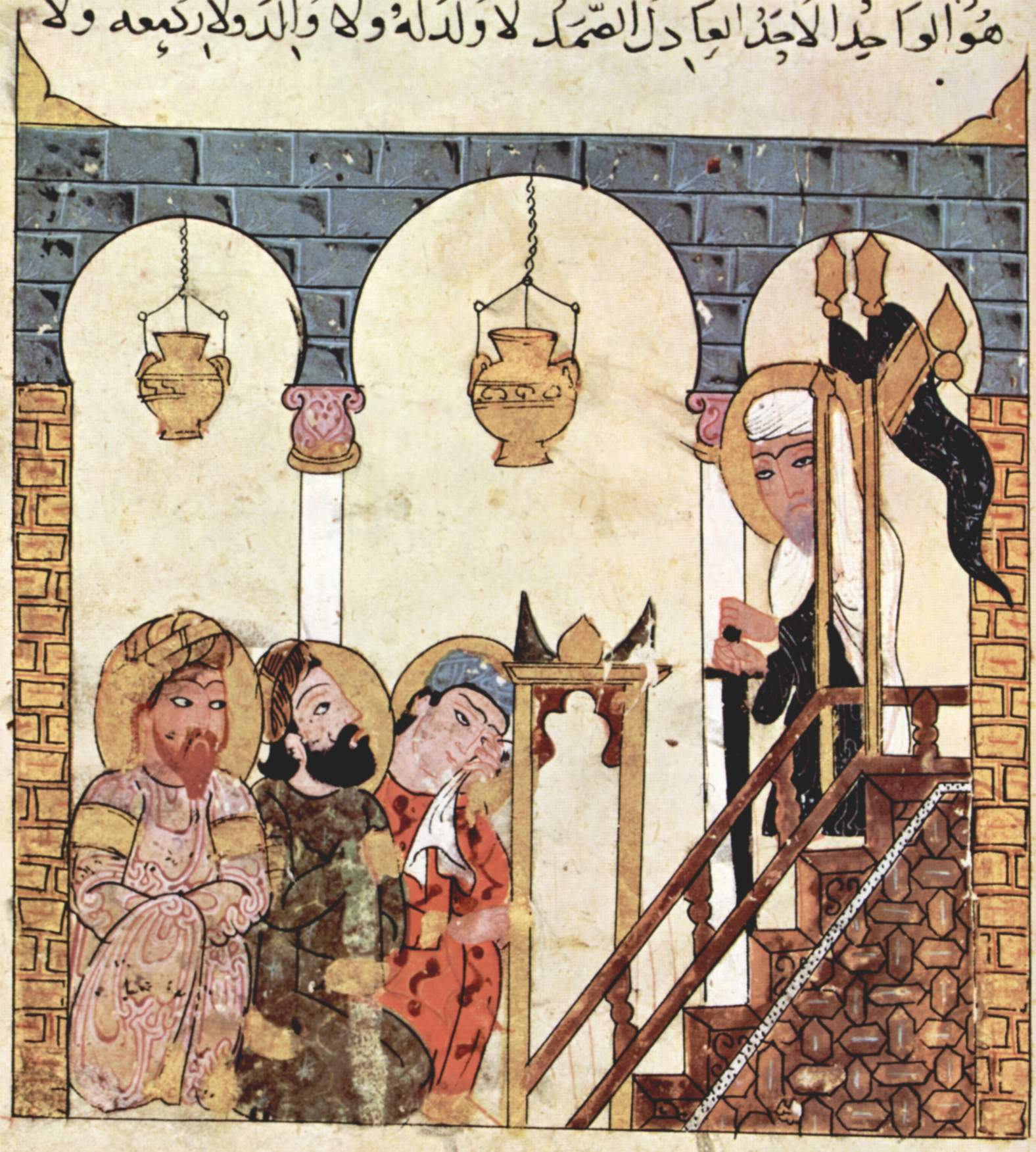
Tranh Syria khoảng năm 1300.

Người Syria đã đóng góp vào văn học và âm nhạc Ả Rập và có một truyền thống đáng tự hào về thơ truyền khẩu và thơ viết. Các tác gia Syria, nhiều người trong số đó tới từ Ai Cập, đã đóng vai trò tối quan trọng trong nahda hay văn học Ả Rập và sự phục sinh văn hoá ở thế kỷ XIX. Các tác gia hiện đại nổi bật của Syria gồm, trong số những người khác, Adonis, Muhammad Maghout, Haidar Haidar, Ghada al-Samman, Nizar Qabbani và Zakariyya Tamer.
Cho tới cuối thập niên 1970 vẫn có sự hiện diện của một khu vực tư nhân trong công nghiệp điện ảnh Syria, nhưng đầu tư tư nhân từ đó chú trọng nhiều hơn tới ngành truyền hình mang lại nhiều lợi nhuận. Các bộ phim truyền hình của Syria, theo nhiều thể loại (dù tất cả đều là kiểu ướt át), đã có sự thâm nhập khá tốt vào thị trường trên khắp vùng phía đông thế giới Ả Rập.
Dù đang suy tàn, ngành công nghiệp thủ công Syria vẫn sử dụng hàng nghìn nhân công.
Thực phẩm Syria chủ yếu gồm các món Nam Địa Trung Hải, Hy Lạp và Tân Nam Á. Một số món của Syria cũng liên quan tới ẩm thực Thổ Nhĩ Kỳ và Pháp. Các món như thịt nước, zucchini nhồi, yabra' (lá nho nhồi, từ yapra' xuất xứ từ từ tiếng Thổ Nhĩ Kỳ 'yaprak' có nghĩa lá), shawarma, và falafel rất phổ biến tại Syria và có nhiều kiểu chế biến cũng như hương vị. Các nhà hàng thường mở cửa (thức ăn được phục vụ ngoài trời).

### Âm nhạc
Thủ đô và thành phố lớn nhất của Syria, Damascus, từ lâu đã là một trong những trung tâm văn hoá và tiến bộ nghệ thuật của thế giới Ả Rập, đặc biệt trong lĩnh vực âm nhạc Ả Rập cổ điển. Syria cũng đã tạo ra nhiều ngôi sao liên Ả Rập, thường sống ở nước ngoài, gồm George Wassouf, Nur Mahana, Farid al-Atrash và ca sĩ Lena Chamamyan. Thành phố Aleppo nổi tiếng về muwashshah, một hình thức thơ hát Andalous được Sabri Moudallal làm cho phổ biến, cũng như các ngôi sao nổi danh như Sabah Fakhri. Dabka và các hình thức khác của âm nhạc nhảy múa cũng phổ biến.
Tương tự, Syria là một trong các trung tâm sớm nhất của thánh ca Thiên chúa giáo, trong một danh mục được gọi là thánh ca Syria, vẫn tiếp tục là âm nhạc thánh lễ của một số trong nhiều phái Thiên chúa giáo Syria.
Trước kia có một truyền thống âm nhạc tôn giáo riêng biệt của người Do Thái Syria, hiện vẫn đang phát triển trong cộng đồng Do Thái Syria tại New York: xem The Weekly Maqam, Baqashot và Pizmonim.

### Văn học
Văn học Syria đã bị ảnh hưởng bởi lịch sử chính trị đất nước.
Dưới thời cai trị của Ottomon, tác phẩm văn học là đối tượng bị kiểm duyệt. Ở nửa sau thế kỷ XIX và đầu thế kỷ XX, những tác gia có tư tưởng của Syria thường lựa chọn di cư ra nước ngoài, đặc biệt tới Ai Cập, nơi họ đã góp phần vào al-Nahda, một sự phục sinh của văn học Ả Rập và Hoa Kỳ, phát triển văn học Syria từ bên ngoài.
Từ năm 1918 tới năm 1926, khi Syria ở dưới sự cai trị của Pháp, những ảnh hưởng từ văn học lãng mạn Pháp đã tác động tới các tác gia Syria, nhiều người trong số họ đã từ bỏ các mẫu hình truyền thống của thi ca Ả Rập.
Năm 1948, sự phân chia nước Palestine láng giếng và sự thành lập nhà nước Israel đã đưa tới một điểm thay đổi căn bản trong văn học Syria. Adab al-Iltizam, "văn học cam kết chính trị", bị ảnh hưởng mạnh bởi chủ nghĩa hiện thực xã hội chủ nghĩa, chủ yếu thay thế cho khuynh hướng lãng mạn của những thập kỷ trước đó. Hanna Mina, bác bỏ nghệ thuật vị nghệ thuật và đương đầu với các vấn đề xã hội và chính trị ở thời kỳ của ông, được cho là nhà tiểu thuyết nổi bật nhất của Syria thời kỳ này. Sau cuộc Chiến tranh sáu ngày năm 1967, Adab al-Naksa, "văn học của sự thất bại", đề cập tới những nguyên nhân của sự thất bại của người Ả Rập.
Sự cai trị của Đảng Baath, từ cuộc đảo chính năm 1966, đã thiết lập lại một chế độ kiểm duyệt. Như Hanadi Al-Samman nói,
"Đối mặt với những mối đe doạ truy tố hay bỏ tù, đa số các tác gia Syria phải đưa ra một lựa chọn giữa việc sống một cuộc sống tự do nghệ thuật ở nước ngoài như Nizar Kabbani, Ghada al-Samman, Hamida Na'na', Salim Barakat, và nhà thơ, nhà phê bình và nhà tiểu thuyết nổi danh 'Ali Ahmad Sa'id (Adonis) hay phải sử dụng tới các hình thức thể hiện tương thích với các yêu cầu của nhà nước độc tài cảnh sát trong khi vẫn làm suy yếu và đặt ra vấn đề về tính hợp pháp của sự cai trị của nó thông qua các kỹ thuật văn học khôn khéo và các thể loại văn học mới".
Trong hoàn cảnh này, thể loại tiểu thuyết lịch sử, với những người đứng đầu là Nabil Sulayman, Fawwaz Haddad, Khyri al-Dhahabi và Nihad Siris, thỉnh thoảng được sử dụng như là một phương tiện bày tỏ sự bất mãn, chỉ trích hiện tại thông qua việc thể hiện quá khứ. Chuyện kể dân gian Syria, như một tiểu thể loại của hư cấu lịch sử, đã pha trộn vào chủ nghĩa hiện thực hư ảo, và cũng đã được sử dụng như một phương tiện ngầm chỉ trích hiện tại. Salim Barakat, một người Syria lưu vong sống tại Thuỵ Điểm, là một trong những gương mặt hàng đầu của thể loại này.
Văn học đương đại Syria cũng bao gồm viễn tưởng khoa học và xã hội không tưởng tương lai (Nuhad Sharif, Talib Umran), cũng có thể được dùng như một cách thể hiện sự bất mãn.
Mohja Kahf đã cho rằng sự bất mãn văn học thường được thể hiện thông qua "thi ca của sự im lặng của Syria":
"Những sự im lặng buồn chán, và ướt nước mắt của câu chuyện kể của Ulfat Idilbi không thể khác biệt hơn với những sự im lặng ớn lạnh, yếm thế trong các câu chuyện của Zakaria Tamer. Những khiếm khuyết mãnh liệt trong tuyên bố của Nizar Kabbani chính xác là thứ họ không nói ra một cách rõ ràng, trong khi sự im lặng của nhà thơ Muhammad al-Maghut là sự nhạo báng, giễu cợt cả chính quyền và chính mình, với sự vô ích và ngớ ngẩn của hình thế con người dưới sự cai trị độc tài".

### Các lễ hội và festival
| Festival/Lễ hội                                                  | Thành phố  | Tháng          |
| ---------------------------------------------------------------- | ---------- | -------------- |
| Lễ hội hoa                                                       | Latakia    | Tháng 4        |
| Lễ mừng năm mới của Người Assyria                                | Qamishli   | Tháng 4        |
| Lễ hội truyền thống                                              | Palmyra    | Tháng 5        |
| Hội chợ Hoa Quốc tế                                              | Damascus   | Tháng 5        |
| Lễ hội Ca hát Syria                                              | Aleppo     | Tháng 7        |
| Lễ hội Marmarita                                                 | Hims       | Tháng 8        |
| Lễ hội le Crac des Chevaliers và Thung lũng Nghệ thuật & Văn hoá | Hims       | Tháng 8        |
| Lễ hội Nho                                                       | As Suwayda | Tháng 9        |
| Lễ hội bông                                                      | Aleppo     | Tháng 9        |
| Hội chợ Quốc tế Damascus                                         | Damascus   | Tháng 9        |
| Lễ hội tình yêu và hoà bình                                      | Lattakia   | 2 - 12 tháng 8 |
| Lễ hội Bosra                                                     | Bosra      | Tháng 9        |
| Lễ hội phim và sân khấu                                          | Damascus   | Tháng 11       |
| Lễ hội văn hoá Jableh                                            | Jableh     | Tháng 7        |
| Lễ hội hoa nhài                                                  | Damascus   | Tháng 4        |